# Bad Freienwalde (Oder)

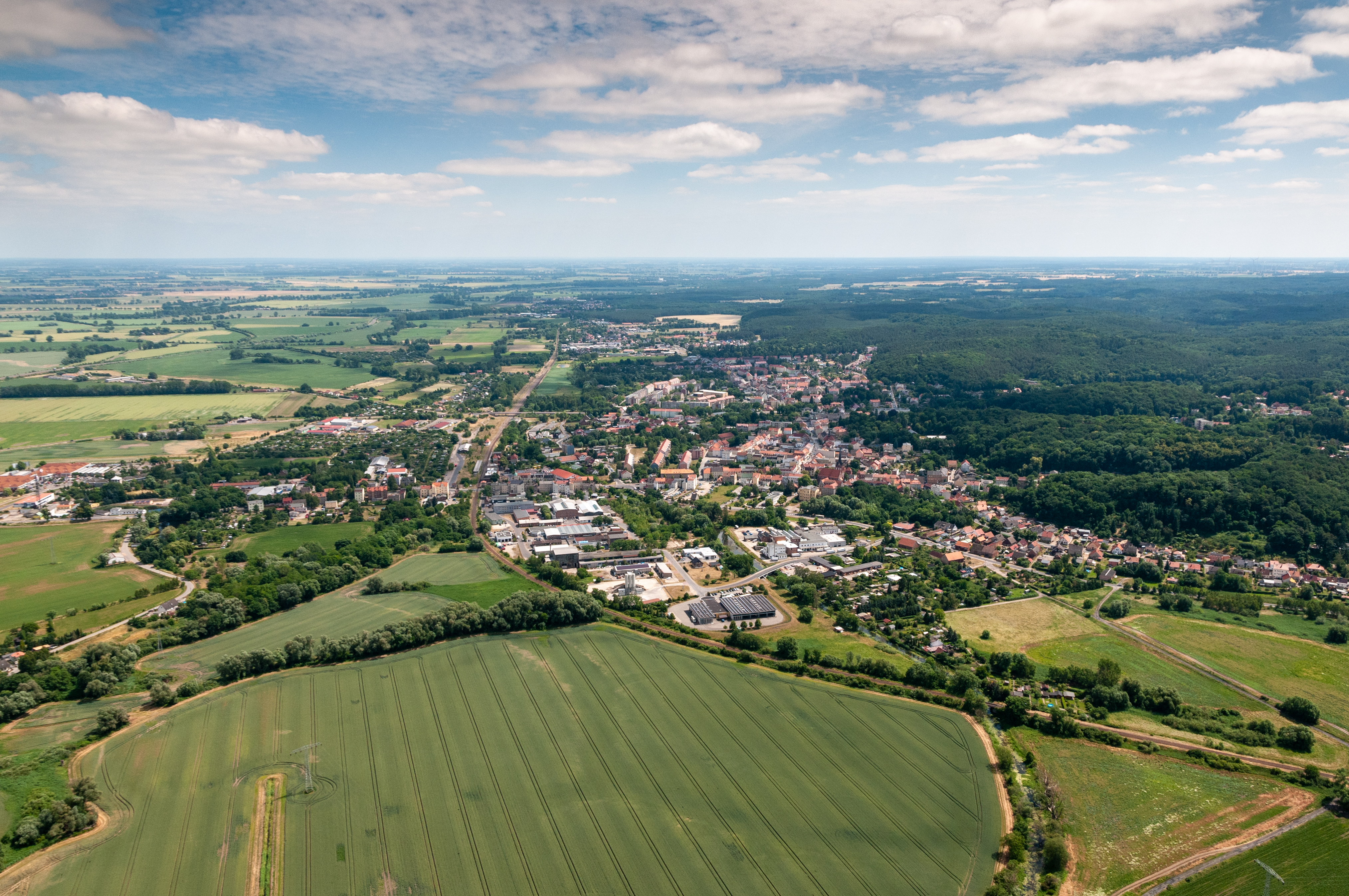
Bad Freienwalde

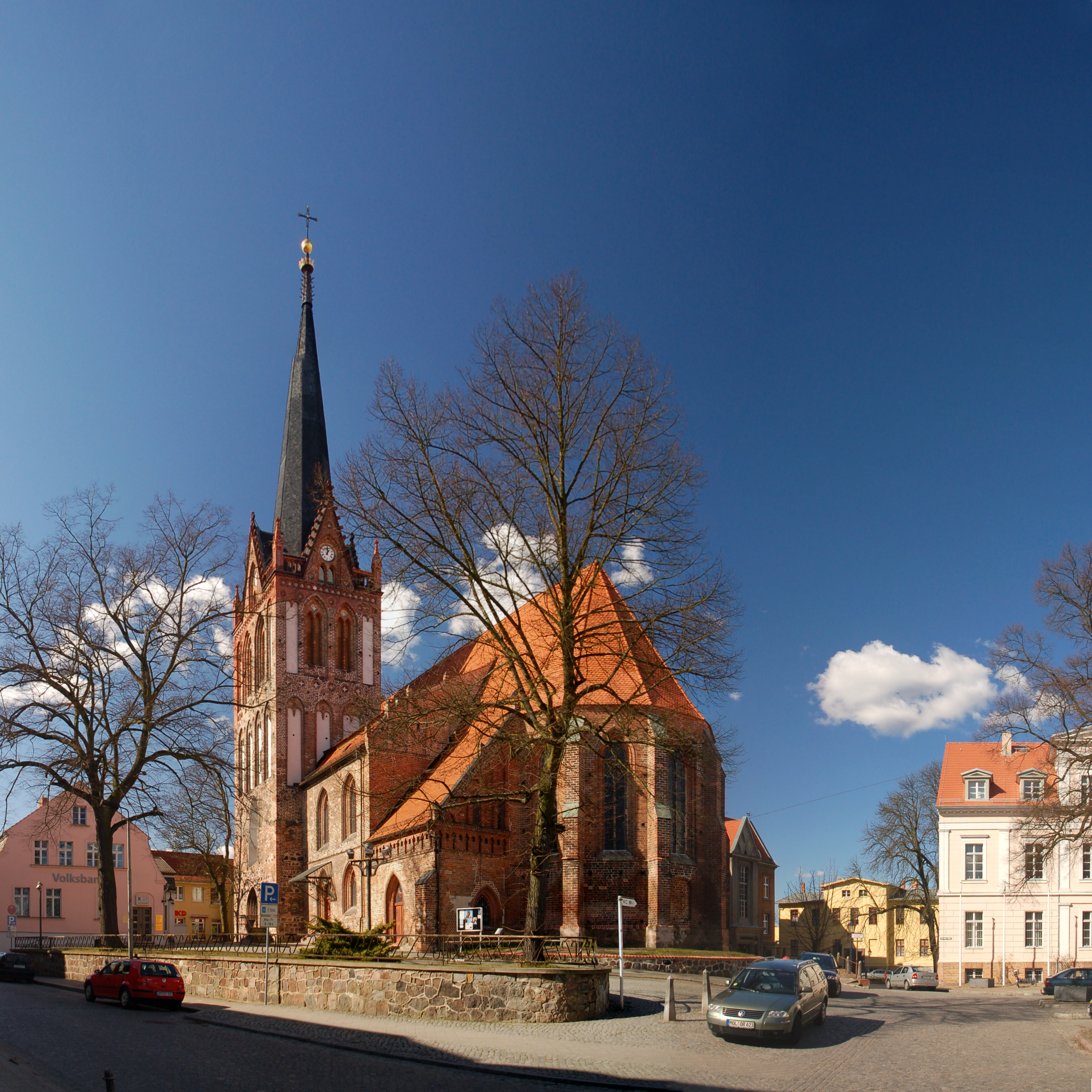
Stadtpfarrkirche

Bad Freienwalde (Oder) (bis 1925 Freienwalde, 1925–1994 Bad Freienwalde) ist eine Stadt im Landkreis Märkisch-Oderland in Brandenburg und staatlich anerkanntes Moorheilbad sowie nördliches Zentrum der Märkischen Schweiz.

## Geografische Lage
Bad Freienwalde liegt an der Alten Oder am Nordwestrand des Oderbruchs am Übergang zum Barnimplateau. Daher rührt auch der für Brandenburger Verhältnisse extrem große Höhenunterschied von fast 160 m innerhalb des heutigen Stadtgebiets.

## Stadtgliederung
Die Stadt hat sieben Ortsteile:
- Altglietzen
- Altranft mit dem Gemeindeteil Zuckerfabrik
- Bralitz
- Hohensaaten
- Hohenwutzen
- Neuenhagen
- Schiffmühle mit dem Gemeindeteil Neukietz und den Wohnplätzen Neutornow und Gabow

Hinzu kommen weiterhin die Wohnplätze Alte Schleuse, Altkietz, Alttornow, Alttornower Ausbau, Alttornower Siedlung, Bahnhof Oderberg/Bralitz, Bergkolonie, Bergthal, Deichhof, Eduardshof, Flämmingsau, Freienwalder Ausbau, Heeses Loos, Herrenwiese, Jungfernloch, Kalkofen, Kolonie Bralitz, Lindekes Loos, Neuenzoll, Neuglietzen, Regina, Saaten-Neuendorf, Siedlung, Sonnenburg, Waldhaus und Wendtshof.

## Geschichte

### 14. bis 18. Jahrhundert
Die erste urkundliche Erwähnung von Freienwalde erfolgte als Vrienwalde im Jahr 1316. Bis 1369 war Freienwalde eine unmittelbar unter der Landesherrschaft stehenden Immediatstadt. Zwischen 1369 und 1375 wurde die Stadt zu einer unter adliger Obrigkeit stehenden Mediatstadt umgewandelt und die Brüder Heinrich I. und Arnold I. von Uchtenhagen erhielten Freienwalde als markgräfliches Lehen. Dies geschah im Austausch gegen die Abtretung der Stadt Sonnenburg (Słońsk) in der Neumark im Rahmen eines Vergleichs zur Aufhebung eines Kirchenbanns. Sie bestimmten fortan bis zu ihrem Aussterben im Jahr 1618 allumfänglich die Geschicke des Ortes, setzten sich aber auch für den Bau einer steinernen Kirche ein, die in der Mitte des 15. Jahrhunderts ausgebaut wurde. Die von Uchtenhagen setzten unter anderem Bürgermeister und Ratsmänner ein und bestimmten, wer als Richter und Schöffe tätig werden durfte. Da sie ebenfalls vergleichsweise restriktiv den Zuzug in den Ort kontrollieren, entwickelte sich Freienwalde nur zögerlich. Einnahmen erhielten die Adeligen durch die Erhebung von Abgaben der Bewohner, aber auch durch Zoll und Fährgeld, das durchreisende Händler entrichten mussten. Dieser Zustand endete erst mit dem Tod Hans von Uchtenhagens am 21. März 1618. Zu dieser Zeit lebten rund 800 Einwohner in der Stadt, die von der Landwirtschaft sowie der Fischerei lebten und im geringen Umfang auch ein Handwerk ausübten.
Im Jahre 1618 wurde Freienwalde Domänenamt der brandenburgischen Kurfürsten. Im Dreißigjährigen Krieg war die Stadt ab 1627 von Einquartierungen und Requisition betroffen. Hinzu kam eine Pest, die fast alle Einwohner tötete. Nach größeren Plünderungen in den Jahren 1636 und 1637 lebten 1638 nach Ende der Pest sowie der aktiven Kriegshandlungen in Freienwalde nur noch 74 Bürger. Bei Kriegsende war die Hälfte der Bürgerhäuser zerstört; die Stadt erholte sich nur langsam von der schrecklichen Zeit: 1668 waren von 148 Bürgerhäusern noch immer 27 unbewohnt. Im Jahr 1685 beschrieb Bernhard Friedrich Albinus die 1683 entdeckte Heilquelle (im Jahr 2019 „Kurfürstenquelle“) und legte damit den Grundstein für Entwicklung des Ortes zur Kurstadt. Im Jahre 1696 entstand auf dem Fundament eines Vorgängerbaus die Kirche St. Georg. Durch den Fund von eisenhaltigen Sanden und Alaun entstanden 1716/1718 ein Eisenhammer und ein Alaunwerk.
Friedrich Wilhelm I. war zunächst ob der Heilquelle skeptisch. Doch dies änderte sich, als ihm 1733 berichtet wurde, dass seine Soldaten dort wieder gesund wurden. Infolgedessen nahmen die Besuche an der Quelle zu; es entstand ein neues Logierhaus, das „Alt-Königlich“. Friedrich II. misstraute den Berichten über eine Genesung nach dem Besuch der Heilquelle, förderte aber dennoch den Brunnen. Er ließ ein weiteres Logierhaus, das „Neu-Königlich“, errichten. Ab 1790 hielt sich die Königin Friederike Luise in den Sommermonaten in der Stadt auf. Ihre Anwesenheit prägte in den kommenden 13 Jahren das gesellschaftliche Leben der Stadt. Sie ließ nach 1792 vor den Stadttoren am Apothekerberg einen kleinen Lustgarten anlegen, der nach und nach erweitert wurde. Am Hang des Bergs entstand 1790 ein Theater- und Konzertpavillon. Nach dem Tod Friedrich Wilhelms II. wählte sie Freienwalde zu ihrem dauerhaften Sommerwitwensitz; das Schloss Freienwalde entstand.

### 19. Jahrhundert
Mit der Einführung der Preußischen Reformen wurde Freienwalde im Jahr 1816 zur Kreisstadt des Landkreises Oberbarnim erhoben. Die Stadtverwaltung zog gemeinsam mit den Kreisbehörden in das kurfürstliche Jagdhaus. Im gleichen Jahr berichtete die Königliche Brunnendirektion dem König, dass der Gesundbrunnen mittlerweile baufällig geworden war. Der König gewährte Hilfe, mit dem der Badebetrieb neu aufgenommen werden konnte. 1821 wurden die Gartenanlagen nach Plänen von Peter Joseph Lenné neugestaltet. 1832 übernahm die Stadt das Anwesen und führte den Badebetrieb fort. Ab 1840 wurden die Anwendungen um Moorbäder ergänzt. Freienwalde war 1850 Tagungsort eines Landgerichts, welches den verfassungsrechtlich bedeutenden Freienwalder Schiedsspruch fällte. 1854 beschloss die Stadt, ein eigenes Rathaus zu errichten, das am 10. September 1855 bezogen werden konnte. 1866 erfolgte der Eisenbahnanschluss an die Strecke Neustadt Eberswalde – Wriezen, 1877 an die Strecke nach Angermünde. In dieser Zeit erfolgte ein wirtschaftlicher Aufschwung, der sich auch im Bau zahlreicher Villen an der Gesundbrunnenstraße, der Weinbergstraße und der Goethestraße zeigte. Die Stadt erwarb im Jahr 1879 das Gelände zwischen der Wriezener und der Melcherstraße und legte dort neue Straßen an. Prägend für die Entwicklung der Stadt war jedoch die im 21. Jahrhundert noch vorhandene Fachklinik und Moorbad Bad Freienwalde. Hinzu kamen die neuen Aufgaben als Kreisverwaltung, die zu einem Neubau des Verwaltungsgebäudes führten. Es wurde am 9. September 1875 eingeweiht. Darüber hinaus fasste der Kreisausschuss am 17. Januar 1889 den Beschluss, ein Kreismuseum aufzubauen. Die Entdeckung von Tonvorkommen führte in den 1880er Jahren zur Gründung einer Schamottefabrik und von fünf Dampfziegeleien. Dort waren bis zu 800 Arbeiter beschäftigt, die jährlich über 25 Millionen Mauersteine und weitere hunderttausende Dachsteine herstellten.

### 20. bis 21. Jahrhundert
Neben dem wirtschaftlichen Aufschwung ließen sich im Ort auch zahlreiche Pensionäre und Rentner nieder. So gab es um 1900 in der Stadt 30 Hotels und rund 200 Pensionen. 1909 verkaufte die Königliche Hofkammer das Schloss Freienwalde an Walther Rathenau. Er ließ das mittlerweile vernachlässigte Anwesen sanieren und nutzte es für seine schriftstellerische Arbeit. Nach seiner Ermordung verschenkten seine Erben das Schloss samt Einrichtung an den Landkreis Oberbarnim. Nach der Weltwirtschaftskrise kam es in der Stadt zu einem bescheidenen Aufschwung; die Anzahl der Einwohner stieg bis 1928 auf 10.900 an. Hinzu kamen zahlreiche Tagesgäste aus dem Berliner Mittel- und Kleinbürgertum, die Bad Freienwalde als Erholungsort nutzten. Am 23. Oktober 1925 erhielt Freienwalde die offizielle Bezeichnung Bad. Anfang der 1920er Jahre waren auch im neu errichteten Rathaus die Platzverhältnisse beengt. Die Stadt beschloss daher, das Dachgeschoss in den Jahren 1926/1927 auszubauen und dort einen neuen Sitzungssaal einzurichten.

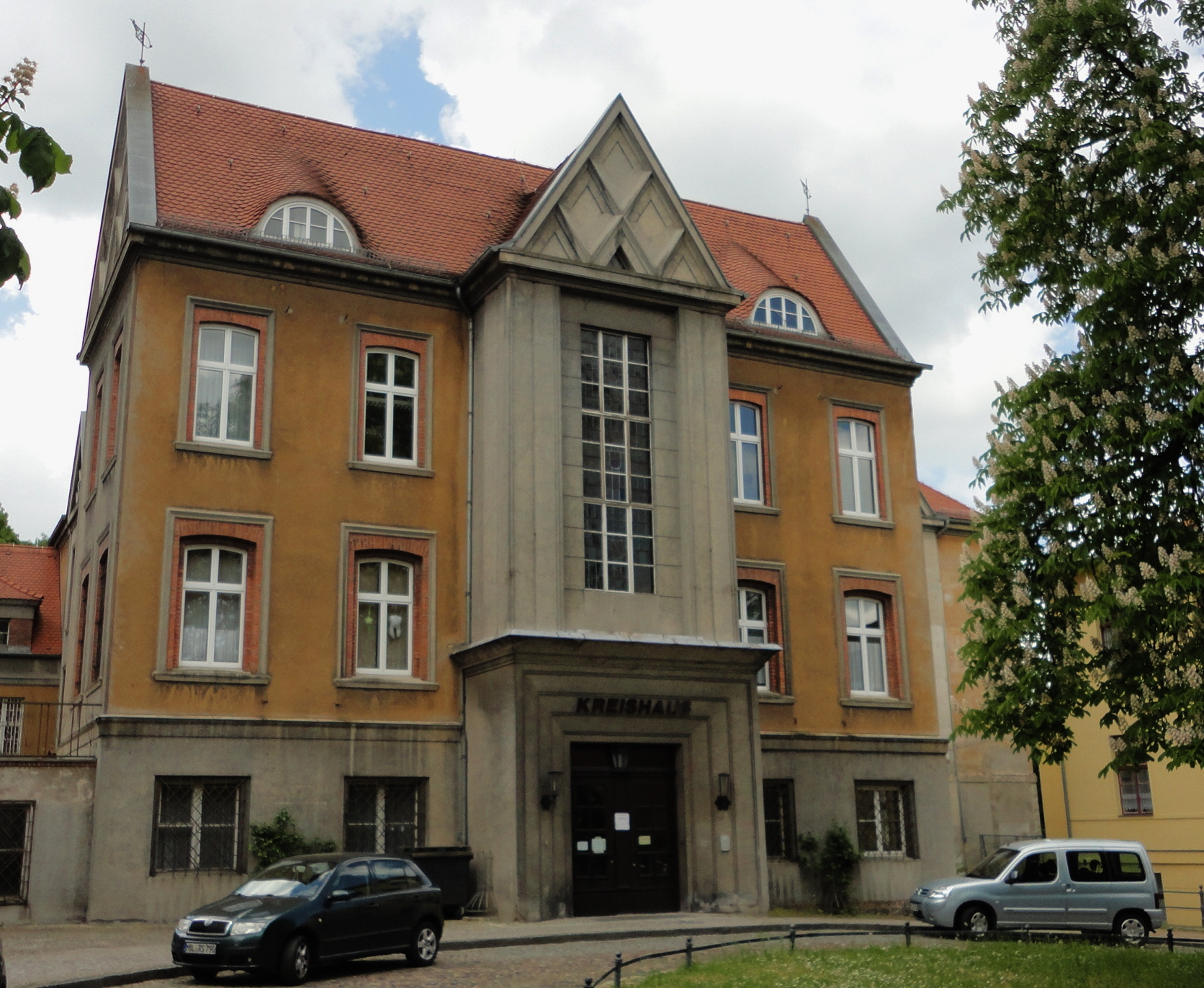
Kreishaus

Weil von wohlhabenden Berliner Juden gern als Kurort besucht, wurde Bad Freienwalde von den Nationalsozialisten in diffamierender Absicht als „Judenbad“ bezeichnet. Juden wurde das Betreten des Kurviertels verboten. Ab 1934 wurde am westlichen Ortsausgang eine große Kaserne errichtet, durch die zahlreiche Bad Freienwalder Baufirmen Aufträge erlangen konnten. Sie errichteten innerhalb von zwei Jahren die Hohenfriedberg-Kaserne für das 3. Kradschützenbataillon des Schützenregiments 3 in Eberswalde. Währenddessen gingen die Anfeindungen gegen die Juden weiter. So hing ab 1935 am Bahnhof eine Holztafel mit der Aufschrift „Bad Freienwalde wünscht keine Juden!“ In der Pogromnacht 1938 wurde von den Nazis die Synagoge in Brand gesteckt. Einige in Bad Freienwalde lebende Juden konnten fliehen, andere kamen im Holocaust um. Zu dieser Zeit gehörten die Ortsteile Altglietzen, Bralitz, Hohenwutzen, Neuenhagen und Schiffmühle bis 1945 zum Landkreis Königsberg Nm. in der Neumark, die seither weitestgehend zu Polen gehört. Am Ende des Zweiten Weltkrieges wurde die Innenrichtung des Schlosses geplündert; eine massive Zerstörung der Gebäude blieb jedoch aus. Insgesamt wurden in der Zeit des Zweiten Weltkrieges 42 Häuser durch Kriegseinwirkungen zerstört. Der Ort wurde am Morgen des 20. April 1945 geräumt, und daher besetzte die Rote Armee kampflos eine leere Stadt. Allerdings kamen bei den Kämpfen an der Oder zahlreiche Soldaten ums Leben. 1800 Soldaten der Roten Armee wurden bis 1947 von ihren provisorischen Ruhestätten im Kreis Oberbarnim auf eine zentrale Kriegsgräberstätte im Schlosspark von Bad Freienwalde umgebettet. Daneben wurde für die 275 verstorbenen deutschen Soldaten neben dem Evangelischen Stadtfriedhof ein Soldatenfriedhof errichtet.

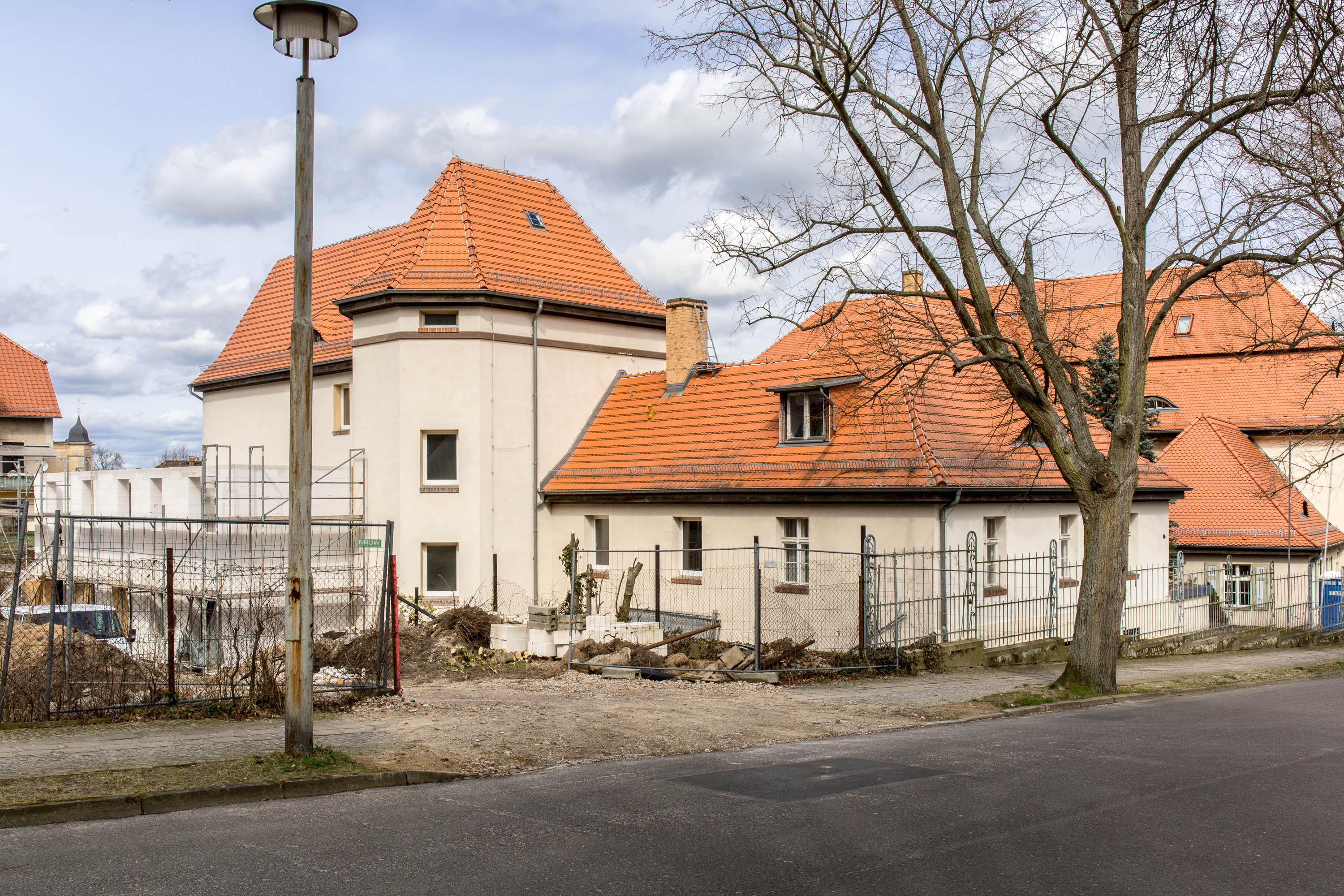
Ehemaliges Gefängnis in der Adolf-Bräutigam-Straße 4, Bad Freienwalde

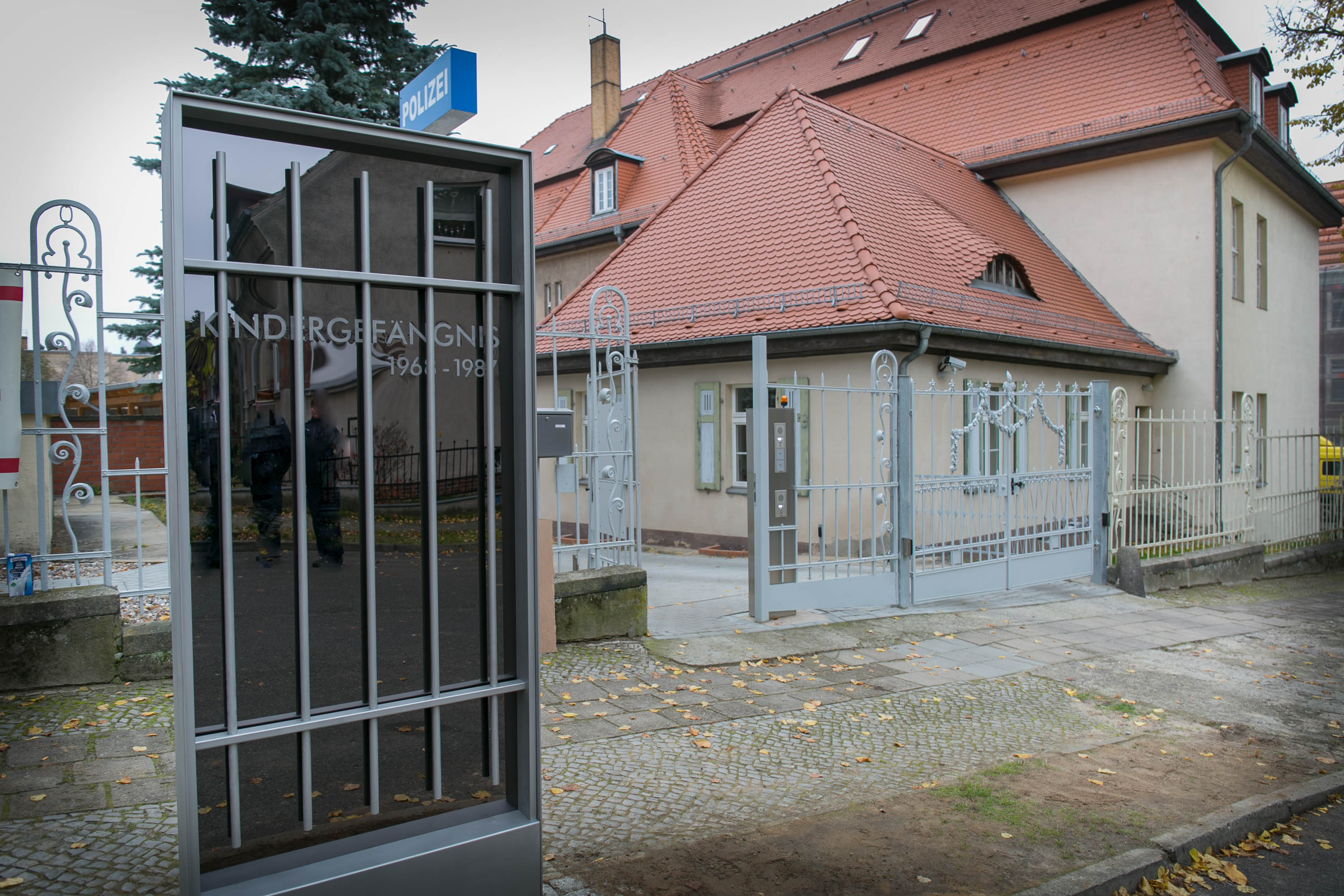
Mahnmal der ehemaligen Heimkinder

Nachdem das Moorbad von der Roten Armee 1950 beschlagnahmt worden war, konnten die Betreiber ab 1952 den Betrieb als „Bad der Werktätigen“ wiederaufnehmen. Von 1952 bis 1993 war Bad Freienwalde Kreisstadt des gleichnamigen Kreises, bis Oktober 1990 im DDR-Bezirk Frankfurt (Oder) und danach im Land Brandenburg. In der Zeit der DDR wurde das Schloss vornehmlich für kulturelle Zwecke genutzt. In den 1960er Jahren gründeten sich zahlreiche VEBs, darunter das Makosidwerk, die Vereinigten Dränrohrwerke, ein Werk für Wohnraummöbel sowie ein Produktionsbereich des bezirksgeleiteten Landbaukombinates. Hinzu kamen ein Meliorationskombinat, ein Metallzerspanungsbetrieb sowie ein Schlachthof und eine Druckerei. 1984 entstanden am Scheunenberg zahlreiche Wohnungen, mit denen die Stadt auf die mittlerweile angespannte Wohnungssituation reagierte. Von 1987 bis 1989 gab es erste Arbeiten, um die Altstadt zu sanieren. Dabei wurden zahlreiche baufällig gewordene Gebäude abgerissen.
Das frühere Gefängnis in Bad Freienwalde in der heutigen Adolf-Bräutigam-Straße 4 wurde von 1968 bis 1987 als „Durchgangsheim der Jugendhilfe Frankfurt/Oder“ geführt. Es sollten darin Kinder und Jugendliche, die auf einen Heimplatz warteten, für maximal 18 Tage untergebracht werden. Diese Maximaldauer wurde jedoch nur selten eingehalten; viele Insassen waren unter unmenschlichen Bedingungen länger als ein halbes Jahr dort eingesperrt. Kontakte zur Außenwelt gab es nicht. Zudem war das Gebäude von einer hohen Mauer umgeben. Das jüngste eingesperrte Kind war 3 Jahre alt. Heute ist das Gebäude ein Polizeirevier. An seinem Eingang steht seit 2017 ein Mahnmal mit der Aufschrift „Kindergefängnis – Wir werden nie vergessen. Die Kinder“.
In der Zeit der Friedlichen Revolution in der DDR fand am 31. Oktober 1989 in der Nikolaikirche ein erstes Friedensgebet mit rund 2000 Teilnehmern statt. Nach der Wiedervereinigung zählte für die Stadt neben den zahlreichen gesellschaftlichen Aufgaben die Wiederbelebung der Altstadt sowie des Gesundbrunnenviertels zu den vorrangigen Aufgaben. Infolgedessen wurden in den 1990er Jahren zahlreiche Gebäude saniert oder neu errichtet. Die Walter-Rathenau-Stiftung eröffnete in der oberen Etage des Schlosses eine Gedenkstätte. Die Allgemeine Hospitalgesellschaft Saarbrücken errichtete 1992 eine neue Fachklinik, die 1994 in Betrieb ging. Am 13. Juni 1994 wurde die Stadt in Bad Freienwalde (Oder) umbenannt. Zwischen 2000 und 2002 wurde insbesondere der Bereich um die Königsstraße grundlegend saniert. Am 15. Dezember 2003 erhielt Bad Freienwalde die endgültige Anerkennung als Moorheilbad. 2011 übernahm die Albert Heyde Stiftung die Trägerschaft des Oderlandmuseums. 2012 weihte die Stadt in der Fischerstraße am Standort der ehemaligen Synagoge eine Gedenkstätte ein.
Im Juni 2025 sorgte Bad Freienwalde überregional für Schlagzeilen, nachdem dort mit Schlagwerkzeugen bewaffnete Vermummte mehrere Besucher der Veranstaltung „Für ein buntes Bad Freienwalde“ attackierten und verletzten. Die Verdächtigen konnten unerkannt entkommen. Brandenburgs Innenminister René Wilke verurteilte den Vorfall.
Freienwalde war seit 1816 Kreisstadt des Landkreises Oberbarnim in der Provinz Brandenburg und ab 1952 des Kreises Bad Freienwalde (bis 1990 im DDR-Bezirk Frankfurt (Oder), 1990–1993 im Land Brandenburg). Seit der Kreisreform 1993 liegt die Stadt im Landkreis Märkisch-Oderland.
Eingemeindungen
- 1928: Altkietz (früher Kietz) und Alttornow (früher Tornow)[20]
- 1957, 1. Januar: Sonnenburg[21]
- 1993, 6. Dezember: Altranft[21]
- 2003, 26. Oktober: Altglietzen, Bralitz, Hohenwutzen, Neuenhagen und Schiffmühle[21]
- 2009, 1. Januar: Hohensaaten[22][23]

## Bevölkerungsentwicklung
| Jahr | Einwohner |
| ---- | --------- |
| 1875 | 07 305    |
| 1890 | 08 773    |
| 1910 | 10 214    |
| 1925 | 10 727    |
| 1933 | 10 924    |
| 1939 | 11 416    |

| Jahr | Einwohner |
| ---- | --------- |
| 1946 | 10 667    |
| 1950 | 12 171    |
| 1964 | 11 816    |
| 1971 | 11 786    |
| 1981 | 11 337    |
| 1985 | 11 013    |

| Jahr | Einwohner |
| ---- | --------- |
| 1990 | 10 982    |
| 1995 | 10 936    |
| 2000 | 10 121    |
| 2005 | 12 944    |
| 2010 | 12 788    |
| 2015 | 12 406    |

| Jahr | Einwohner |
| ---- | --------- |
| 2020 | 12 286    |
| 2021 | 12 231    |
| 2022 | 11 903    |
| 2023 | 11 838    |
| 2024 | 11 877    |

Gebietsstand des jeweiligen Jahres, Einwohnerzahl: Stand 31. Dezember (ab 1991), ab 2011 auf Basis des Zensus 2011, ab 2022 auf Basis des Zensus 2022

## Politik

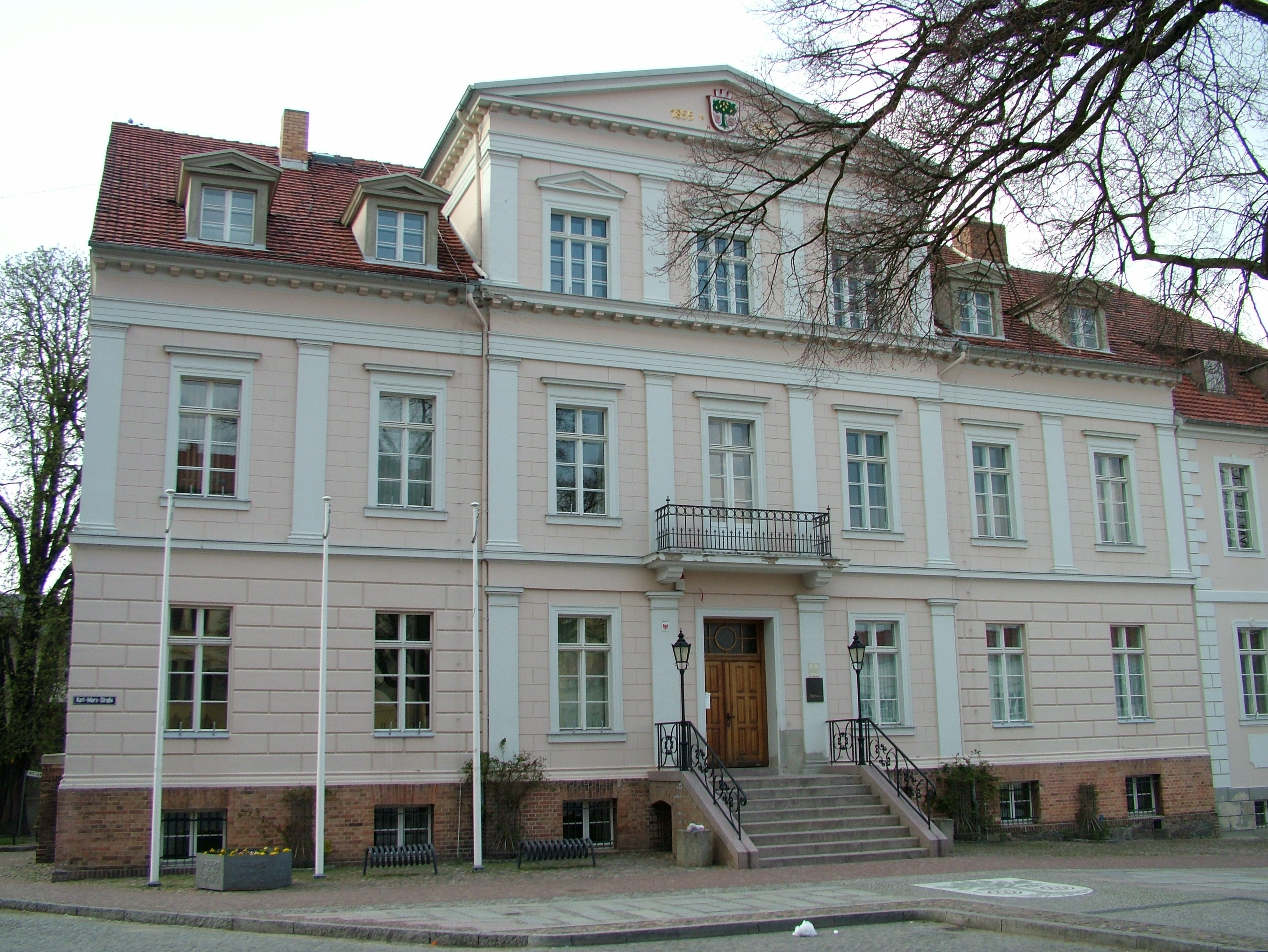
Rathaus

Die Stadtverordnetenversammlung von Bad Freienwalde besteht aus 22 Stadtverordneten und dem hauptamtlichen Bürgermeister. Die Kommunalwahl am 9. Juni 2024 führte bei einer Wahlbeteiligung von 58,5 % zu folgendem Ergebnis:
| Partei / Wählergruppe                         | Stimmenanteil 2019 | Sitze 2019 |  | Stimmenanteil 2024 | Sitze 2024 |
| --------------------------------------------- | ------------------ | ---------- |  | ------------------ | ---------- |
| AfD                                           | 12,2 %             | 3          |  | 30,1 %             | 7          |
| CDU                                           | 15,1 %             | 3          |  | 21,9 %             | 5          |
| Die Linke                                     | 20,1 %             | 4          |  | 13,1 %             | 3          |
| Wählervereinigung 2019                        | 13,0 %             | 3          |  | 10,9 %             | 2          |
| SPD                                           | 07,3 %             | 2          |  | 06,6 %             | 1          |
| Bündnis unabhängiger Bürger (BuB)             | –                  | –          |  | 05,9 %             | 1          |
| Wählergruppe Neuenhagener Carneval Club (NCC) | 04,7 %             | 1          |  | 04,1 %             | 1          |
| Wählergruppe Inselgemeinden                   | 05,5 %             | 1          |  | 02,7 %             | 1          |
| Bündnis 90/Die Grünen                         | 03,7 %             | 1          |  | 02,6 %             | 1          |
| FDP                                           | 07,8 %             | 2          |  | 02,2 %             | –          |
| Einzelbewerberin Katja Göcke                  | 04,2 %             | 1          |  | –                  | –          |
| Kurstadt für alle                             | 03,5 %             | 1          |  | –                  | –          |
| BVB/Freie Wähler                              | 02,0 %             | –          |  | –                  | –          |
| NPD                                           | 00,9 %             | –          |  | –                  | –          |
| Insgesamt                                     | 100 %              | 22         |  | 100 %              | 22         |

### Bürgermeister
Ralf Lehmann (parteilos, seit 2018 CDU) ist seit 1993 Bürgermeister der Stadt. Er wurde in der Bürgermeisterstichwahl am 15. Oktober 2017 mit 51,2 % der gültigen Stimmen in seinem Amt bestätigt. Seine Amtszeit beträgt acht Jahre.

### Wappen
| Wappen von Bad Freienwalde | Blasonierung: „In Silber eine bewurzelte grüne Eiche (mit 8 Blättern und 5 Früchten), deren Stamm von zwei kleinen silbernen Schilden mit je einem sechsspeichigen roten Rad beseitet ist.“ |
| Wappen von Bad Freienwalde | Wappenbegründung: Die Stadt, die 1373/1618 an die Ritter von Uchtenhagen als Lehen gegeben war, erwarb ihr Wappen offenbar 1798, als sie unmittelbare Stadt wurde. Der Eichenbaum ist, wie die Chronik besagt, dem Familienwappen derer von Uchtenhagen entnommen, während die Räder auf die Gerichtsbarkeit der Stadt hindeuten. Das Wappen wurde am 7. Januar 1994 durch das Ministerium des Innern genehmigt. |

### Flagge
„Die Flagge ist Rot - Weiß (1:1) gestreift und mittig mit dem Stadtwappen belegt.“

### Dienstsiegel
Das Dienstsiegel zeigt das Wappen der Stadt mit der Umschrift STADT BAD FREIENWALDE (ODER) • LANDKREIS MÄRKISCH-ODERLAND.

### Städtepartnerschaften
Städtepartnerschaften existieren mit Bad Pyrmont in Niedersachsen und Międzyrzecz (deutsch Meseritz) in Polen.
An die seit dem 3. Oktober 1990 bestehende Städtepartnerstadt mit der Stadt Bad Pyrmont erinnert ein großer Findling, der die Inschrift „Stadt Bad Pyrmont“, das Stadtwappen (ein rotes Ankerkreuz) und den Schriftzug „Partnerschaft seit 1990“ trägt. Zusammen mit dem Gedenkstein wurde auch der Pyrmonter Platz, welcher den Standort des Gedenksteines bildet, eingeweiht. Ebenfalls als Zeichen der Verbundenheit wurde in Bad Pyrmont im Jahr 2009 die historische Emmerbrücke „An der Saline“ auf den Namen „Bad Freienwalder Brücke“ getauft.

## Sehenswürdigkeiten und Kultur

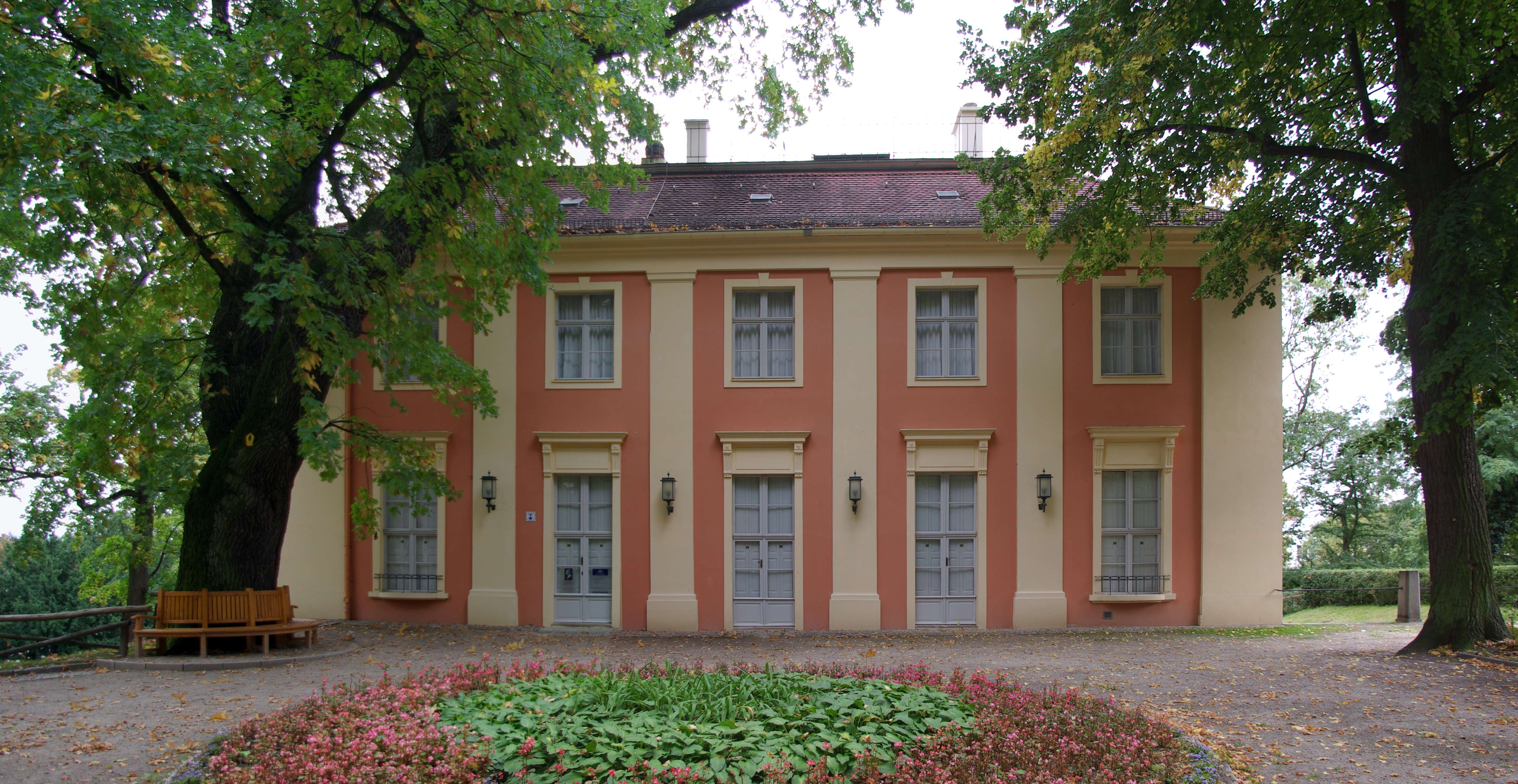
Schloss Freienwalde

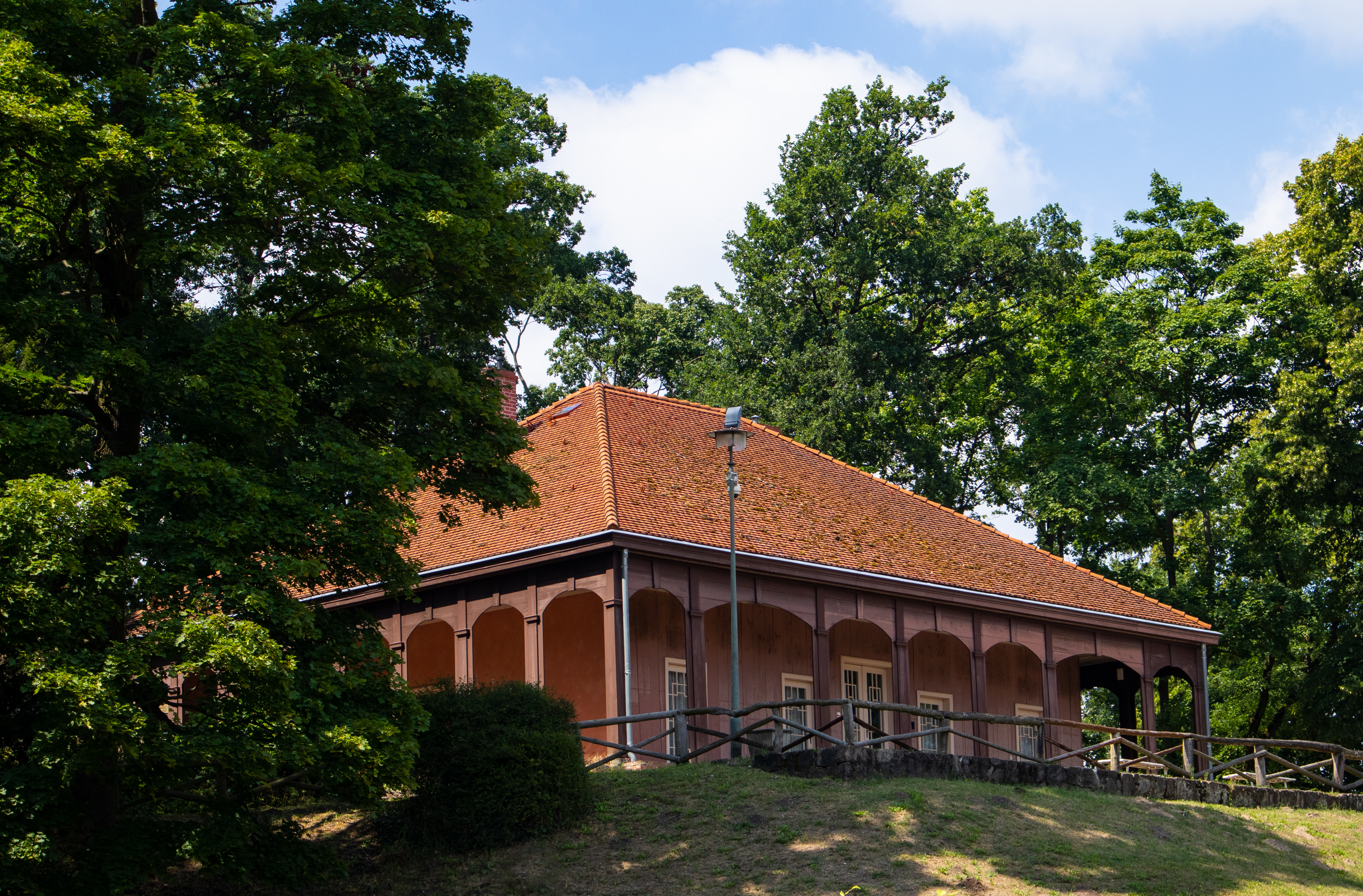
Teehäuschen im Schlosspark

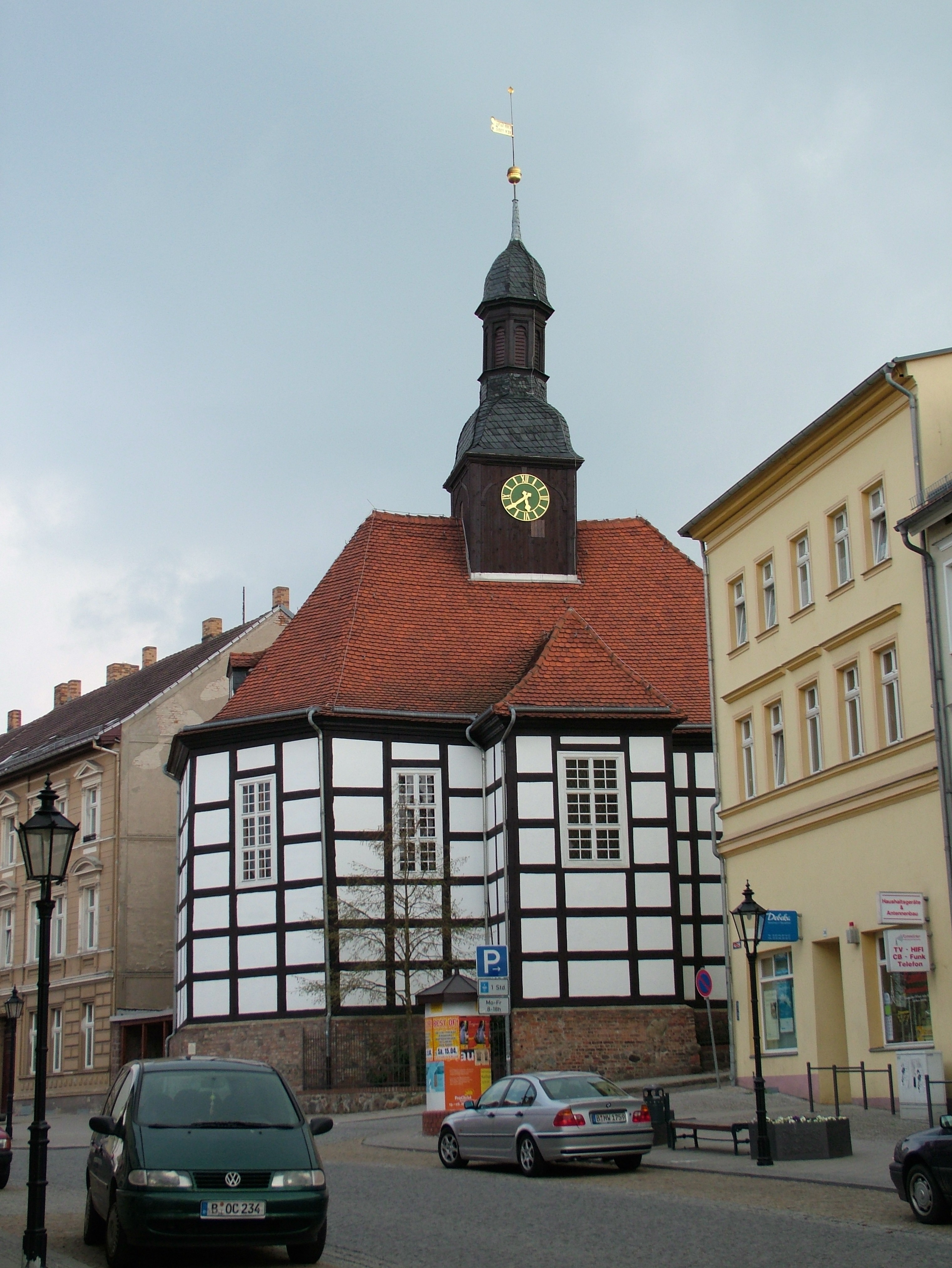
Konzerthalle Sankt Georg

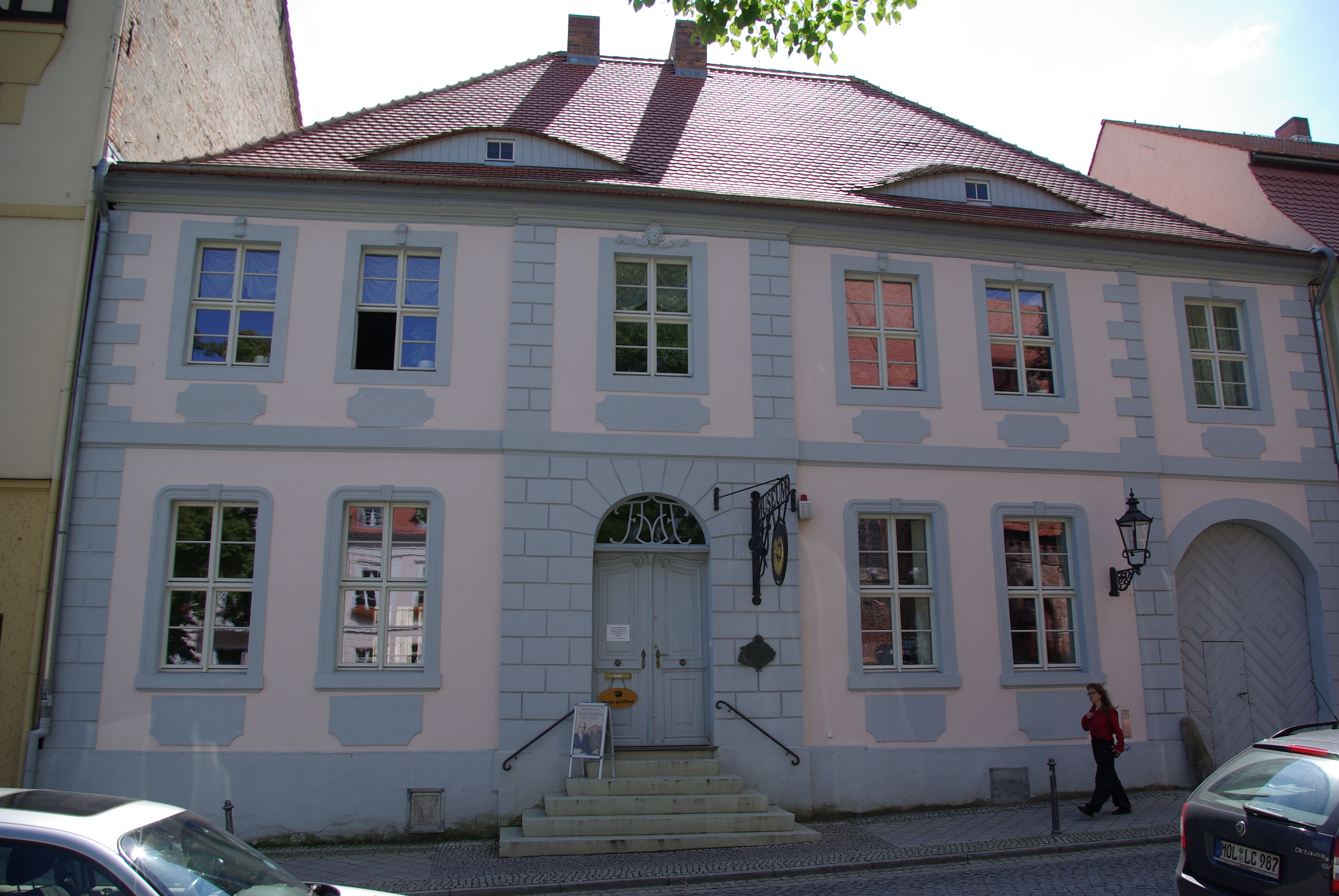
Oderlandmuseum

Das Haus des regional bekannten Dichters Karl Weise, die ehemalige Villa Vinea Domini, wurde in der zweiten Hälfte des 19. Jahrhunderts als Freienwalder Musenhof bekannt, einem geistigen Zirkel um den Geheimen Hof-, Sanitäts- und Medizinalrat Karl Julius Aegidi (1794–1874) und seinem Sohn, den Juristen Ludwig Aegidi. Zu diesem Kreis gehörten auch Paul Heyse, Ernst Haeckel, Georg Bleibtreu, Adolph Menzel sowie später Julius Dörr und Victor Blüthgen.

### Baudenkmale
Bad Freienwalde mit seinem historischen Stadtgrundriss sowie die das Erscheinungsbild durch die die Stadt prägende Bebauung, Straßen, Plätze und Grünanlagen verfügt über eine Reihe sehenswerter Bauten und Anlagen. Dazu gehören die Pfarrkirche St. Nikolai und die frühere Kirche und heutige Konzerthalle St. Georg.
Das Schloss Freienwalde wurde 1799 im Auftrag Friedrich Wilhelms III. durch den Geheimen Oberbaurat David Gilly auf dem Apothekerberg errichtet, als Sommersitz für die Königinmutter Friederike Luise. Sie hatte dort bereits in den Vorjahren den Hügel gärtnerisch gestalten und mit einem Teehäuschen (1790) ausstatten lassen. 1805 verstarb sie, 1822 wurde der Park durch den Landschaftsarchitekten Peter Joseph Lenné neu gestaltet. 1909 erwarb der Industrielle, Schriftsteller und Politiker Walther Rathenau das Schloss. Nach dem Mord am deutschen Außenminister 1922 vermachten seine Erben 1926 das Schloss dem Landkreis Oberbarnim mit der Auflage, an diesem Ort für alle Zeit das geistige Erbe und Andenken Rathenaus zu bewahren. In der NS-Zeit wurde das Museum geschlossen, und in der DDR diente der Bau als Puschkin-Haus der Gesellschaft für Deutsch-Sowjetische Freundschaft. 1991 wurde das Schloss vom Landkreis Bad Freienwalde übernommen und wieder eine Rathenau-Gedenkstätte sowie eine Ausstellung über die Geschichte des Schlosses eingerichtet. Zum Jahresende 2016 wurde die betreibende Kultur GmbH aus finanziellen Gründen geschlossen. Mittlerweile ist das Schloss wieder zugänglich, die Beletage zeigt das Leben Rathenaus und die Geschichte des Schlosses, das Parterre dient zu Ausstellungen.
Sehenswert ist auch der Kurpark, unter anderem mit eisenhaltigen Quellen, Sonnenuhr, zwei Marmorplastiken und dem Papenteich mit Insel.
Das ehemalige Freihaus von Uchtenhagen in der Uchtenhagenstraße 2 beherbergt das Oderlandmuseum.
Am Ort des ehemaligen jüdischen Friedhofs in der Goethestraße erinnert ein Gedenkstein mit Davidstern an die von den Nationalsozialisten verfolgten jüdischen Bürger der Stadt. Auf dem städtischen Friedhof finden sich die Grabstätten und -steine für Ernst Seeger (1900–1970), Erich Hannemann (1900–1970), Willi Jankowski (1906–1975), Emilie Loose (1884–1956), Wilhelm Loose (1887–1967), Julius Dörr (1850–1930), Victor Blüthgen (1844–1920), Paul Hager (1859–1920), Wilhelm Hagen (1814–1890), Carl Hesse (1863–1920), Johannes Thilo (1862–1935), Rudolf Trapp (1872–1942).
Bemerkenswert sind das sowjetische Ehrenmal am Platz der Jugend, das Karl-Weise-Denkmal mit Porträtmedaillon in der Karl-Weise-Straße und die Hochwassermarke von 1947 (Findling vor dem Postamt).

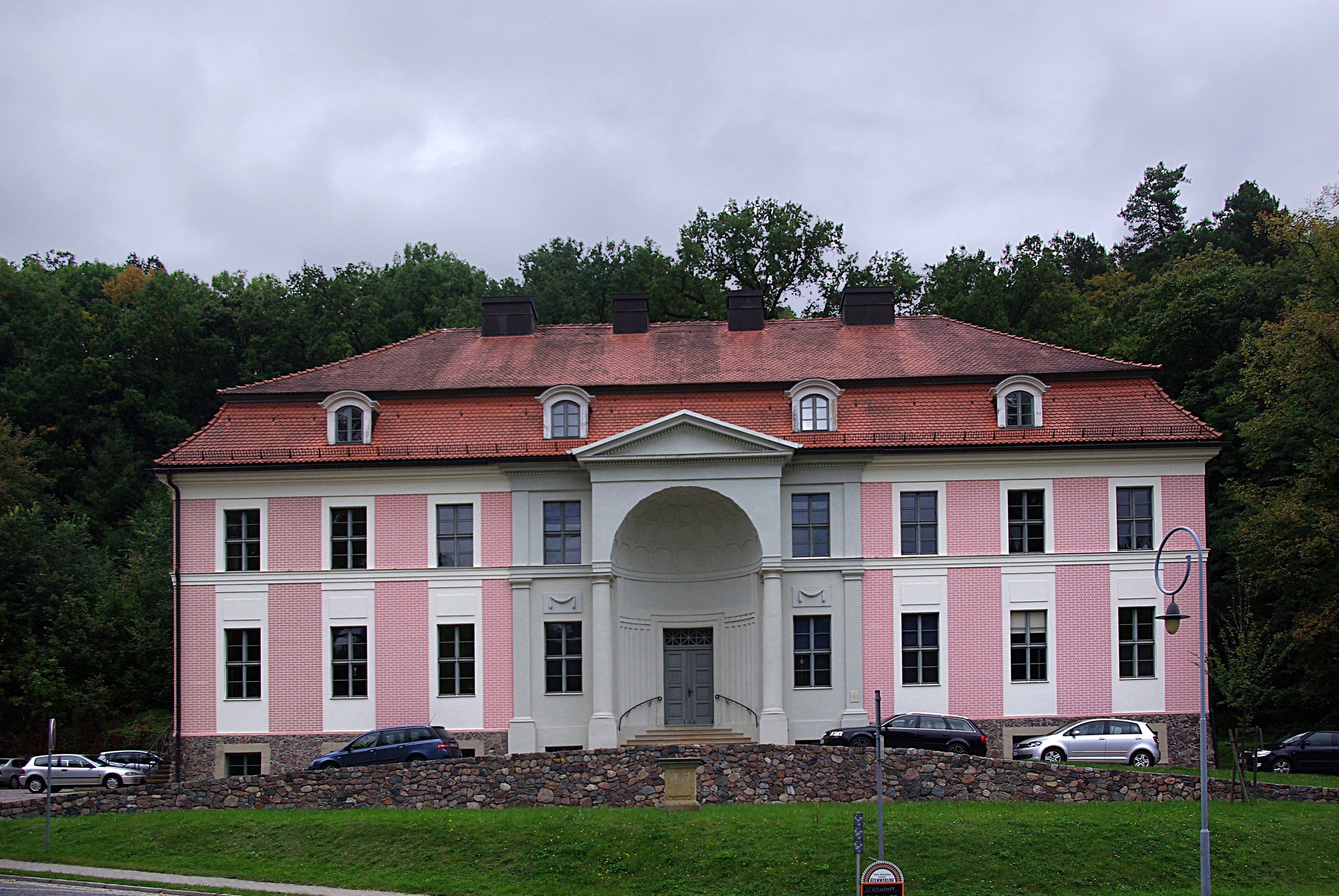
Landhaus

Weitere als Baudenkmal ausgewiesene Gebäude sind:
- Neues Postamt, Karl-Marx-Straße 18
- Grundschule „Theodor Fontane“, Linsingenstraße 15
- Grundschule „Käthe Kollwitz“, Weinbergstraße 4
- ehemaliges Logierhaus „Alexandrinenbad“ (heute Albert-Schweitzer-Schule), Wriezener Straße 2
- ehemaliges Finanzamt, Wriezener Straße 36
- Katholische Kirche in der Goethestraße
- Landhaus, Gesundbrunnenstraße
- Sowjetisches Ehrendenkmal, Berliner Straße
- Villen in der Straße Heilige Hallen
- Wohnhaus Bahnhofstraße 24
- Wohnhaus Karl-Marx-Straße 14
- Wohnhaus Kurze-Straße 4
- Wohnhäuser Neue Bergstraße 1, 2, 4 und 31
- Wohnhaus mit gründerzeitlichem Ladeneinbau, Neue Bergstraße 29
- künstliche Ruine Sporn des Weinbergs
- Wohnhäuser Uchtenhagenstraße 3, 13, 13a, 16, 16a, 22 und 28 (teilweise mit Hofbebauung und Grundstückeinfassung)
- Wohnhaus mit Grundstückseinfassung, Uchtenhagenstraße 13a
- Wohnhaus mit Hofgebäude, Wriezener Straße 83
- Aussichtsturm Karl-Weise-Straße/Linsingenstraße

Nicht mehr in der Stadt, aber zum Stadtgebiet gehörend, sind der 1895 auf dem Standort der zerstörten Burg Malchow errichtete Bismarckturm an der Bundesstraße 167 und der ehemalige Laugentunnel zwischen Alaunwerk und Teufelssee. Daneben sind die Wegesteine am Gustav-Schüler-Weg, V.-Diemar-Weg und Kühnemann-Weg sowie am Fürstensteig beachtenswert. Unweit der Stadt, an der B 158 in Richtung Berlin gelegen, befindet sich der Bunker Wollenberg, eingetragen in die Liste der Denkmale des Landes Brandenburg.
Die Liste der Baudenkmale des Ortsteils und Museumsdorfes Altranft mit seinem historischen Dorfkern mit Angerbebauung, Gutshaus und ländlichem Park, Dorfkirche sowie Objekten des Freilichtmuseums befindet sich im entsprechenden Artikel. Im Ortsteil Sonnenburg steht das Gutshaus mit Park und Wirtschaftsgebäuden unter Denkmalschutz. Dieses war zeitweise der Wohnsitz des ehemaligen Reichsaußenministers Joachim von Ribbentrop.
Im Fontanehaus im Ortsteil Schiffmühle lebte Louis Henry Fontane, der Vater des Schriftstellers Theodor Fontane.

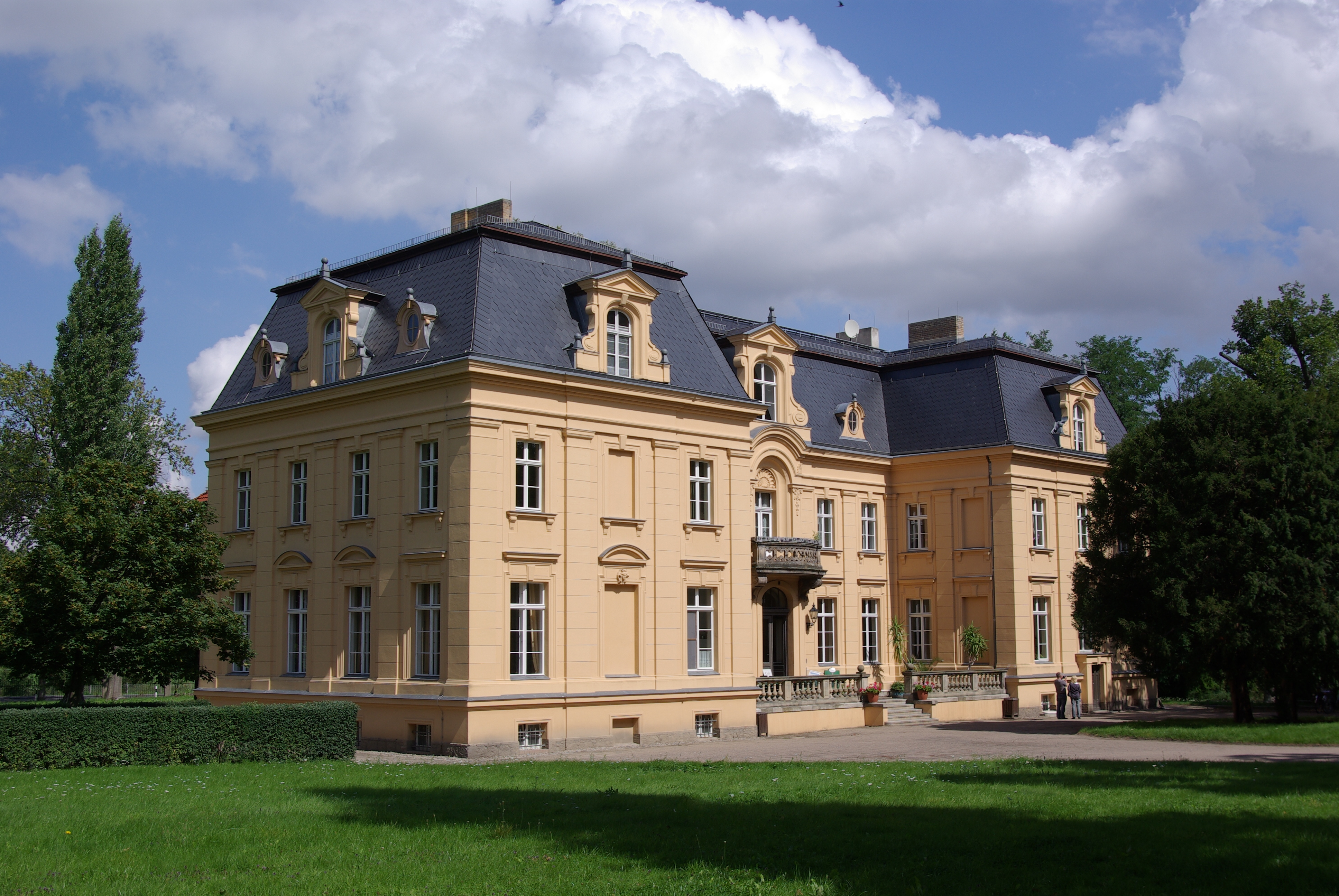
Schloss Altranft

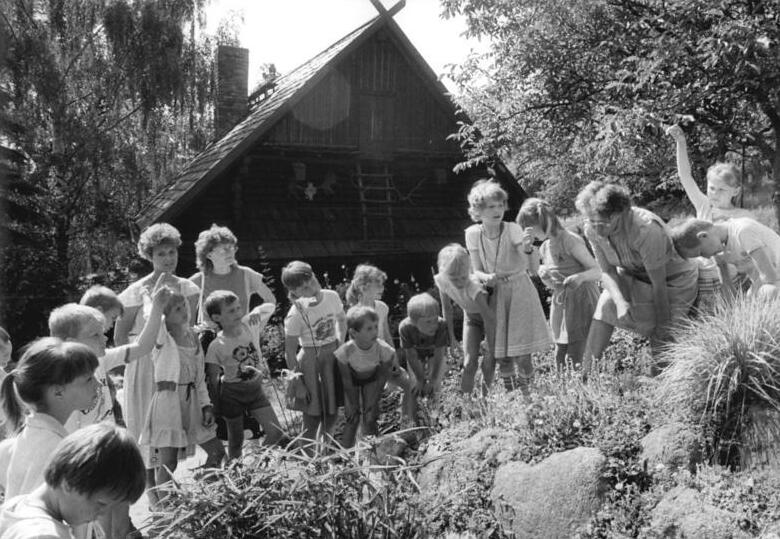
Haus der Naturpflege 1987

### Museen
- Oderlandmuseum, Uchtenhagenstr. 2 (Kulturgeschichte des Oderbruchs, Historie der Kur- und Badestadt)
- Schloss Freienwalde, Rathenaustr. 3 (Gedenkstätte Walther Rathenau und Sonderausstellungen)
- Brandenburgisches Freilichtmuseum Altranft, Am Anger 27 (Alltagsleben der ländlichen Bevölkerung), 2015 geschlossen, seit 2016 Museum Altranft, Werkstatt für ländliche Kultur, ab 2017 Oderbruch Museum Altranft, Werkstatt für ländliche Kultur
- Haus der Naturpflege, Dr.-Max-Kienitz-Weg 2 (Museum, Park und Heuhotel, begründet von Kurt Kretschmann)

### Aussichtstürme

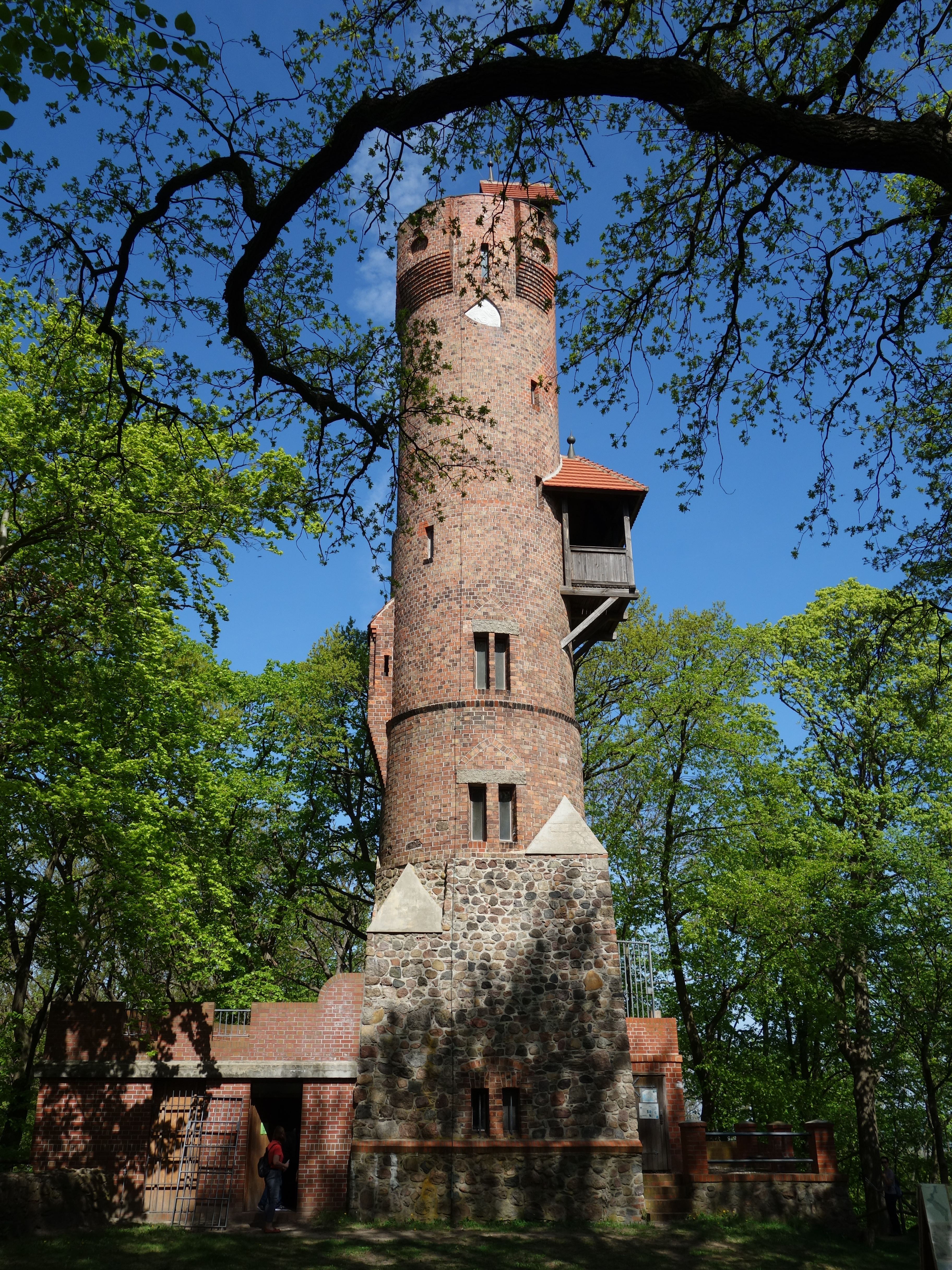
Bismarckturm

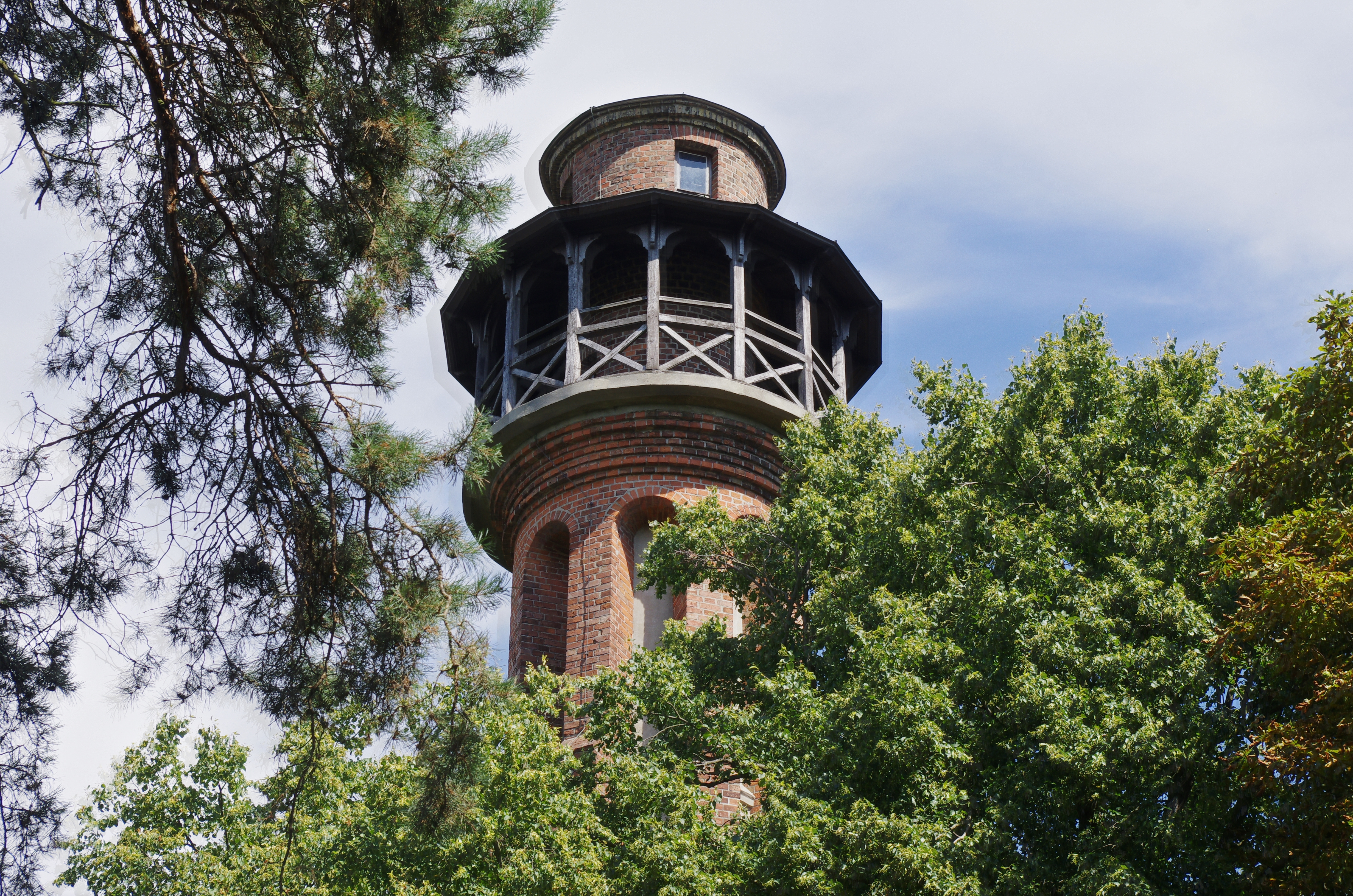
Turm auf dem Galgenberg

Im Stadtgebiet von Bad Freienwalde befinden sich vier Aussichtstürme. Für Wander- und Turmfreunde wird zur Besteigung aller vier Türme das Turm-Ticket angeboten und anschließend ein Turm-Diplom verliehen.
- Der 26 m hohe Aussichtsturm auf dem Galgenberg (Rundschauturm) wurde 1879 am Südrand des Ortes als Kriegerdenkmal errichtet.
- Der 28 m hohe Bismarckturm wurde 1895 auf dem 3 km westnordwestlich des Ortes nahe der Bundesstraße 167 gelegenen Schlossberg errichtet.
- Der Eulenturm ist ein 2004 errichteter 13 m hoher Holzturm (südwestlich des Ortes nahe der Bundesstraße 158 gelegen).
- Der 32 m hohe Schanzenturm ist Teil der 2008 eingeweihten Schanze K 60 der Schanzenanlage am Papengrund. Er steht ebenfalls südwestlich des Ortes an der Bundesstraße 158.

### Parks

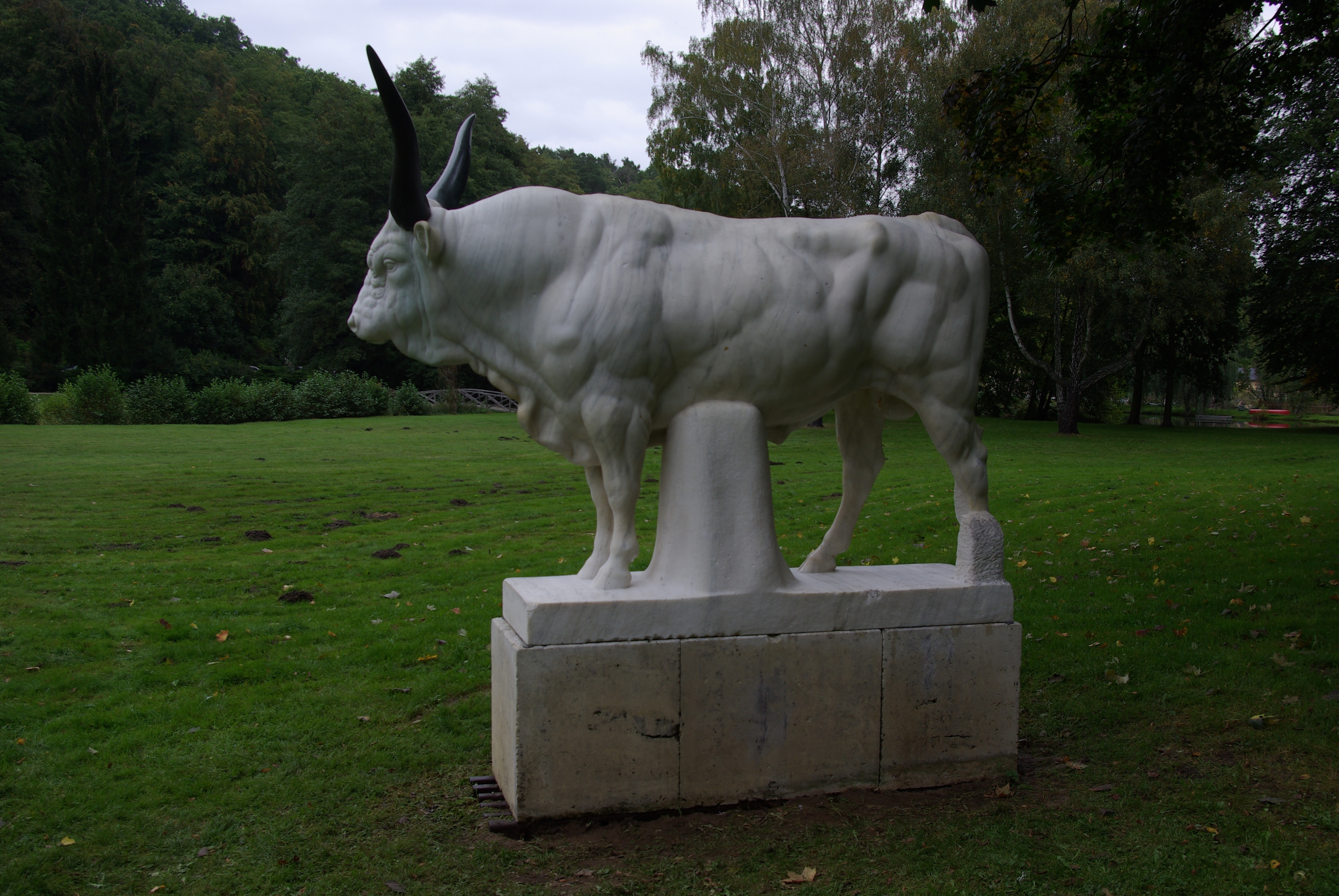
Stier im Kurpark

- Kurpark mit marmorner Statue eines Stiers des Berliner Bildhauers Louis Tuaillon
- Schlosspark mit Schloss, Teehäuschen und der Grabstelle von Hermann Graf von Pückler. Der Park wurde von Peter Joseph Lenné entworfen.

### Filme
- Die Polizeiruf-110-Folge Blütenstaub (1972) wurde zu großen Teilen in Bad Freienwalde gedreht; so waren zum Beispiel der Bahnhof, das alte Krankenhaus oder die Staatsbankfiliale (heute Volksbankfiliale) Drehorte. Die im Film beraubte Apotheke befand sich in der Gesundbrunnenstraße. Namentlich wurde die Stadt jedoch nicht benannt, es wird nur von einer Kleinstadt gesprochen.
- Die Folge Falscher Jasmin (1990) des Polizeiruf 110 spielte ebenfalls in Bad Freienwalde. Außenaufnahmen wurden im heutigen Kurviertel (Gesundbrunnenstraße) und am ehemaligen Krankenhaus gedreht.
- Die ARD-Dokumentation Rabatz-Jugendliche im Osten wurde 2005 in Bad Freienwalde gedreht. Sie thematisiert, wie zwei junge Abiturientinnen sich von den Nazis in ihrem augenscheinlich malerischen Kurort nicht unterkriegen lassen wollen.

## Wirtschaft und Infrastruktur

### Fachklinik und Moorbad

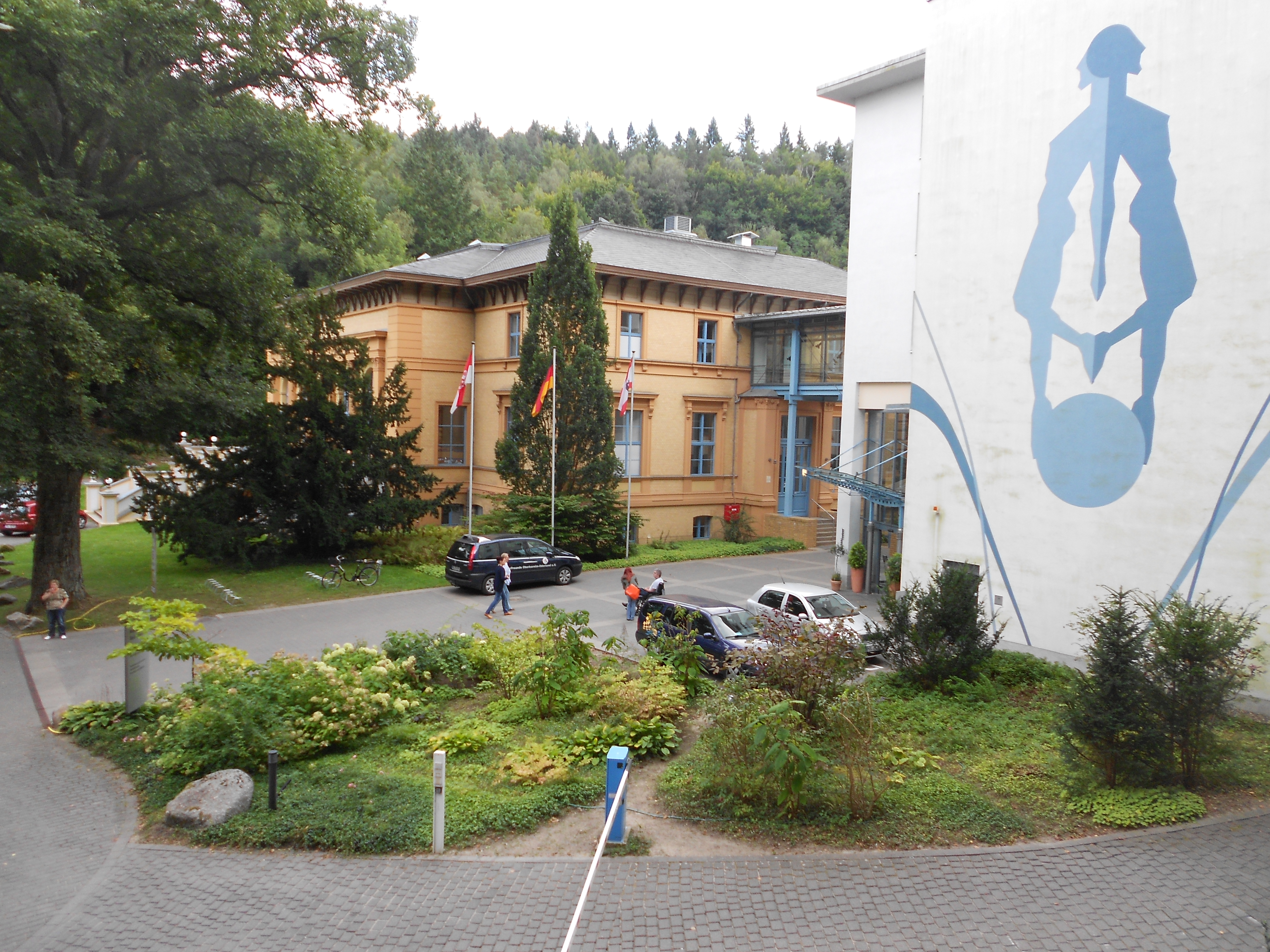
Klinik

Die Klinik ist eine Rehabilitationsklinik für Orthopädie, Rheumatologie und Osteologie und das älteste Kurbad in Brandenburg.

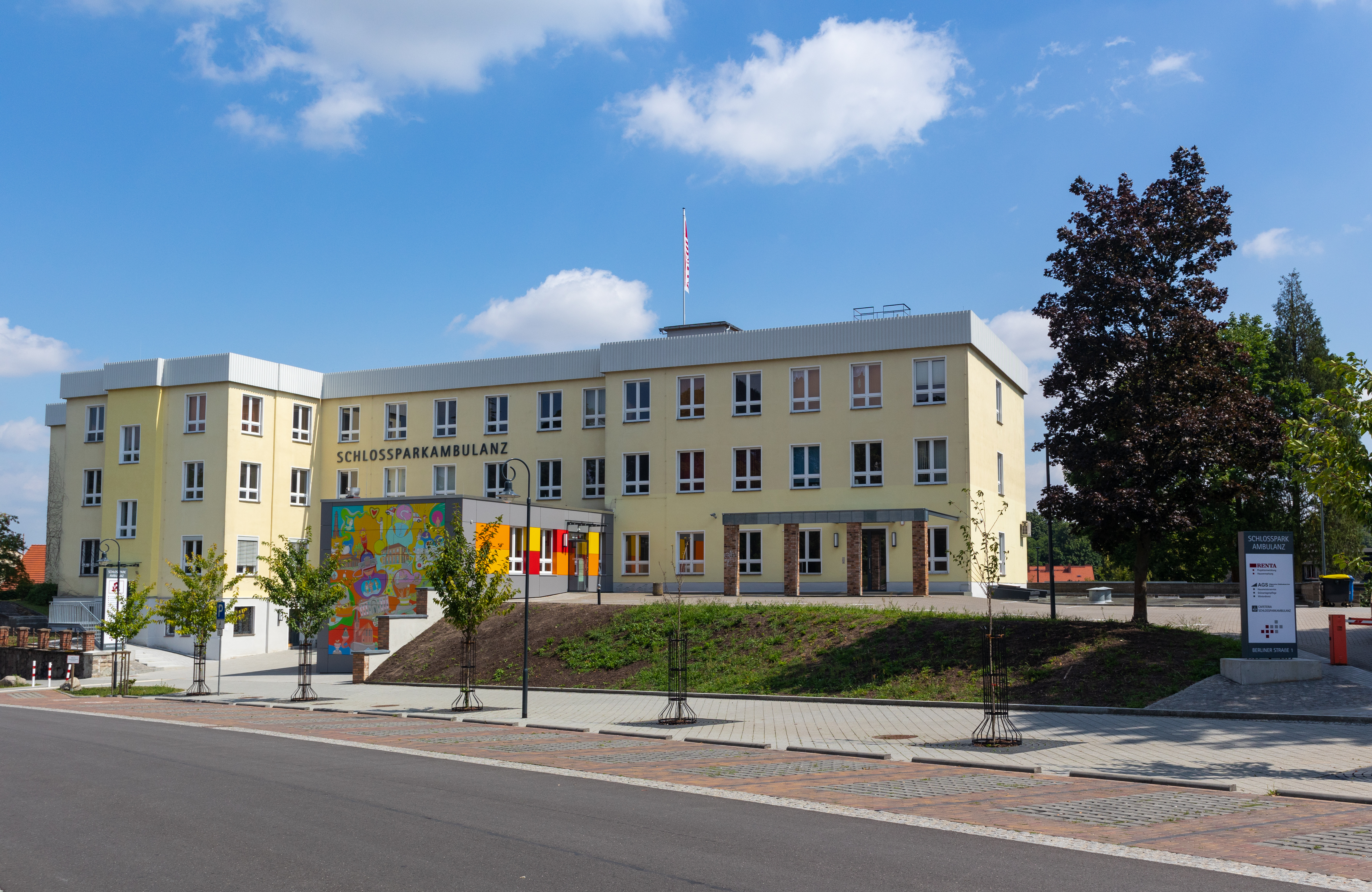
Schlossparkambulanz

### Öffentliche Einrichtungen
Die Stadt ist Sitz des Amtsgerichts Bad Freienwalde (Oder).

### Verkehr

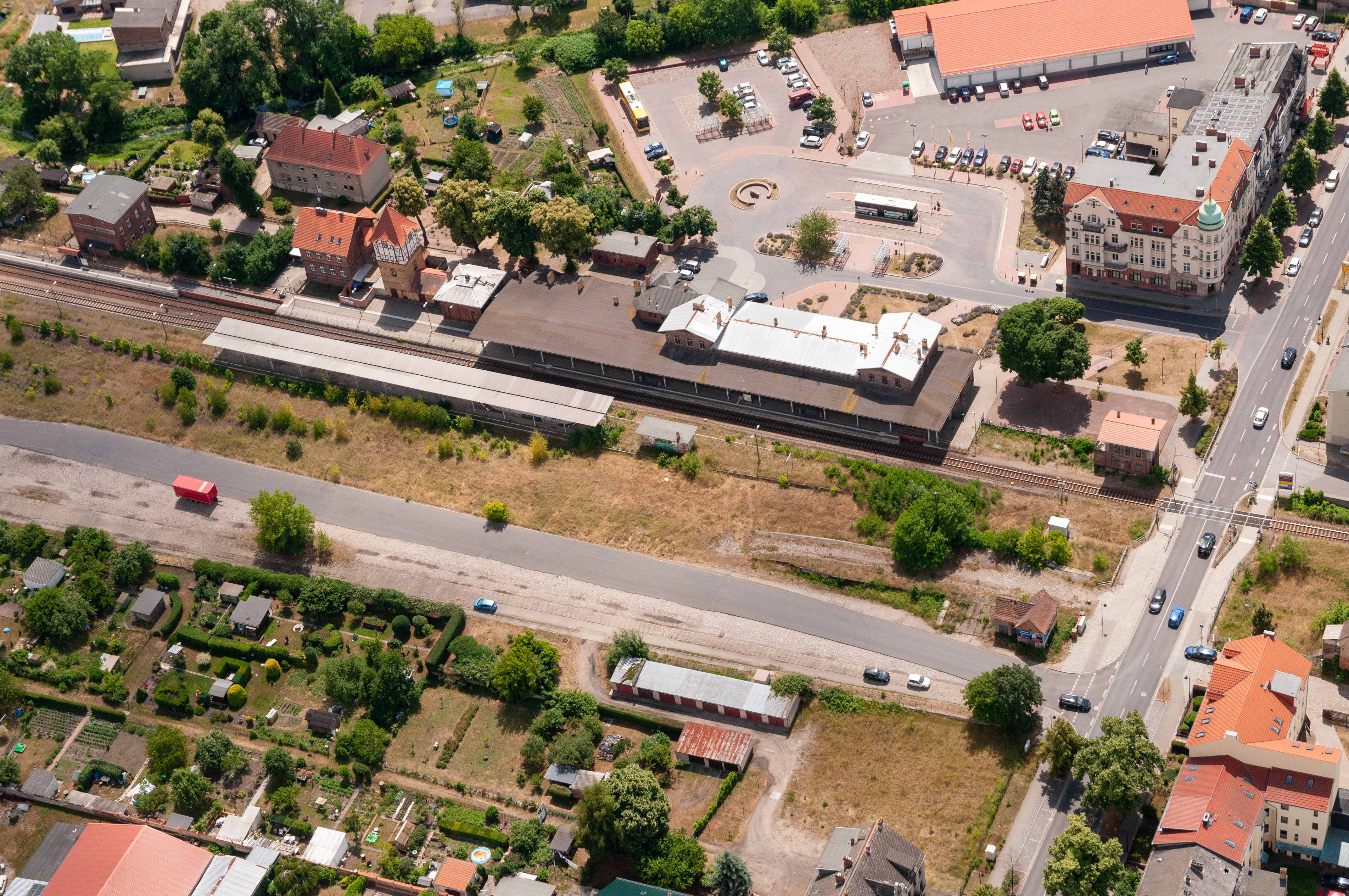
Bahnhof

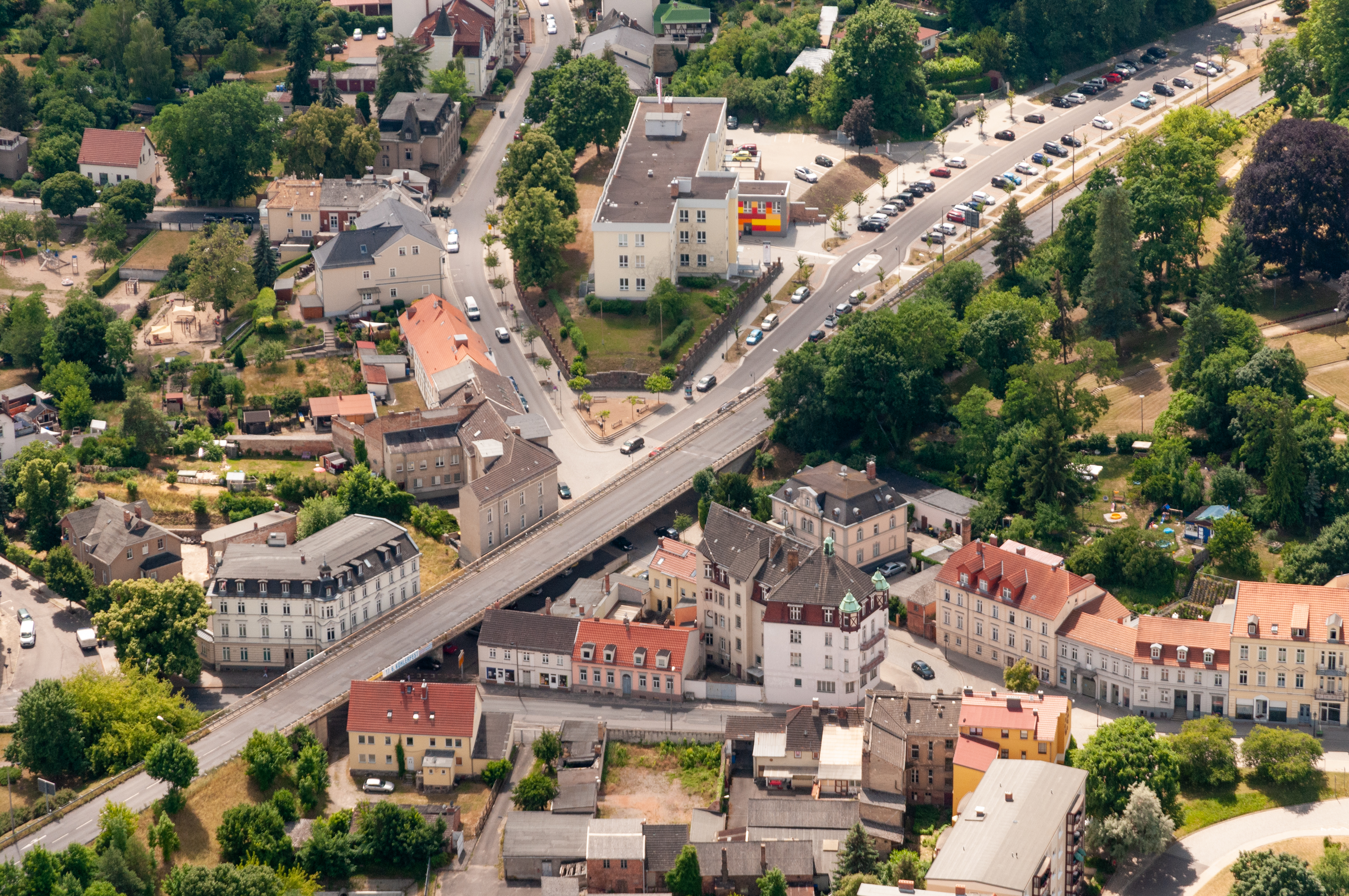
Straßenbrücke der B 158

Der Bahnhof Bad Freienwalde (Oder) war bis in die 1960er Jahre ein regionaler Eisenbahnknotenpunkt an der Bahnstrecke Eberswalde–Frankfurt (Oder) mit Abzweigen nach Hohenwutzen sowie nach Angermünde. Nach der Stilllegung der beiden letzten in den Jahren 1967 beziehungsweise 1997, wird heute lediglich die Verbindung Frankfurt (Oder)–Eberswalde von der Regionalbahnlinie RB 60 Eberswalde–Frankfurt (Oder), betrieben von der Niederbarnimer Eisenbahn, stündlich bedient. Die Züge der Linie halten auch am Haltepunkt Altranft.
Der öffentliche Personennahverkehr wird unter anderem durch den PlusBus des Verkehrsverbund Berlin-Brandenburg erbracht. Folgende Verbindung führt, betrieben von der Märkisch-Oderland Bus und Barnimer Busgesellschaft, ab Bad Freienwalde:
- Linie 889: Bad Freienwalde ↔ Wriezen ↔ Schulzendorf ↔ Prötzel ↔ Strausberg

In Bad Freienwalde kreuzen sich die Bundesstraßen B 158 Berlin–Angermünde/Hohenwutzen und B 167 Lebus–Eberswalde–Wusterhausen/Dosse. Die nächstgelegene Autobahnanschlussstelle ist Finowfurt an der A 11 in etwa 27 km Entfernung.

### Sport

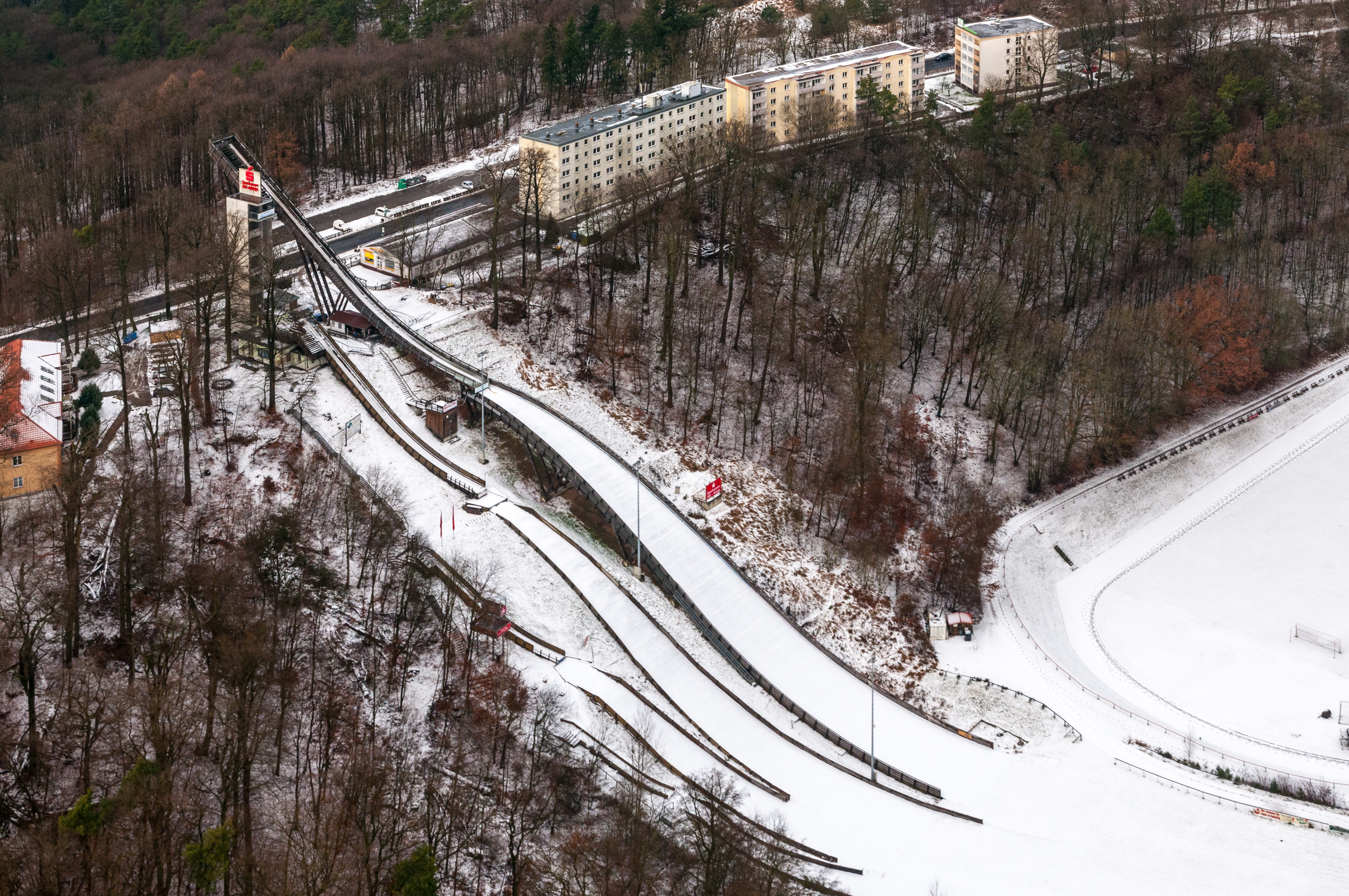
Sprungschanzen am Papengrund 2018

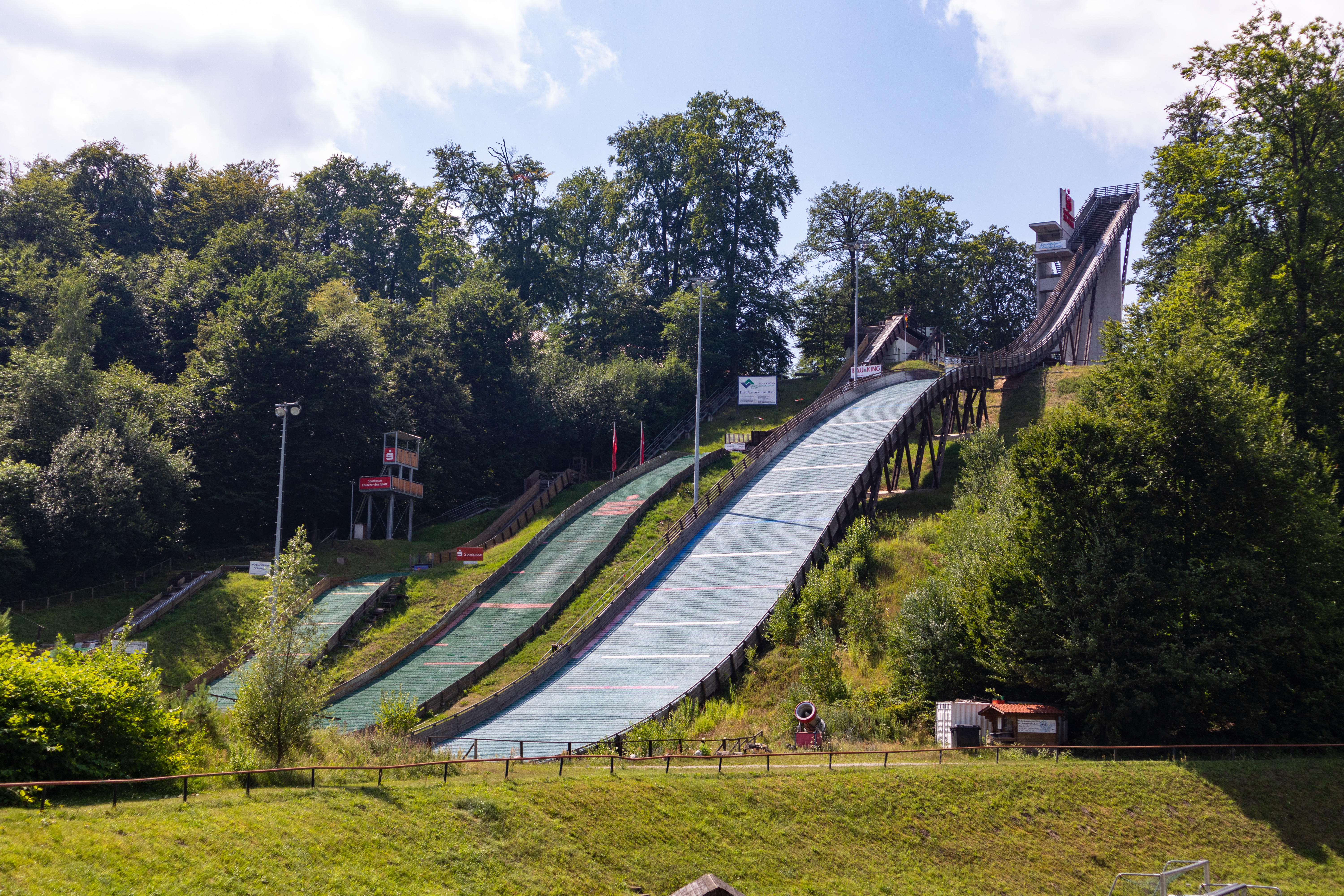
Skisprungschanzen am Jahnstadion, Papengrund

- Bereits 1923 wurde der erste Wintersportverein gegründet, der unter anderem Rodeln, Eis- und Skilanglauf und ab Januar 1929 die erste Skisprungschanze betrieb. Innerhalb des Stadtgebiets gibt es einen Höhenunterschied von 155 m, im thüringischen Oberhof zum Vergleich 125 m. Bad Freienwalde ist noch heute das nördlichste Skisprungzentrum Deutschlands. Am Papengrund befinden sich vier Skisprungschanzen. Im Oktober 2003 wurde eine neue Schanzenanlage eröffnet, Attraktion ist dort die neue 40-m-Schanze.[40] Am 20. Mai 2017 hat der Bad Freienwalder Wintersportverein seine Schanze im Beisein des Namensgebers in Kurstadtschanze „Helmut Recknagel“ umgetauft. Es ist die erste Schanzenanlage, die den Namen des mehrfachen Olympiasiegers, Weltmeisters und Vierschanzentournee-Siegers trägt.[41]
- Jährlich am 1. Mai findet der vom Sportverein Athleticon 97 Bad Freienwalde e. V. organisierte Baasee-Lauf statt, der vom Jahn-Stadion über den Brunnenweg zum Baasee und über den Sieben-Hügel-Weg wieder zurück zum Ausgangspunkt führt. Bei zwei Runden ist die Strecke 25 km lang.[42]
- Ebenfalls jährlich führt das Elite-C-Radrennen Berlin–Bad Freienwalde–Berlin durch die Stadt.

## Persönlichkeiten

### Ehrenbürger
- August Alexis Eduard Graf von Haeseler auf Harnekop (1800–1889), von 1845 bis 1874 Landrat des Landkreises Oberbarnim
- Wilhelm Hagen (1814–1890), Kaufmann und verdienstvoller Stadtrat in Freienwalde (Hagenstift in der Hagenstraße, Grabmausoleum auf dem Evangelischen Friedhof in Bad Freienwalde)
- Heinrich Adolf Eduard Leist (1797–1867), Kommissionsrat in Wriezen, Ehrenbürgerwürde in Anerkennung für seine Tätigkeit bei der Legung der Eisenbahn von Wriezen nach Neustadt-Eberswalde
- Felix von Bethmann Hollweg auf Hohenfinow (1824–1900), Landrat des Landkreises Oberbarnim von 1874 bis 1885
- Theobald von Bethmann Hollweg auf Hohenfinow (1856–1921), Landrat des Landkreises Oberbarnim von 1885 bis 1896, 1899 Regierungspräsident in Bromberg, Preußischer Minister des Inneren, 1909 bis 1917 Reichskanzler
- Hermann Graf von Pückler, Freiherr von Groditz (1797–1892), Ober-Hof- und Hausmarschall im Dienste König Wilhelms I. ab 1861, Wirklicher Geheimer Rat, Oberstallmeister und Intendant der Königlichen Schlösser, ab 1887 als Ruheständler in Freienwalde („Haus zu den vier Linden“ = Schlossparkambulanz), Grabstätte im Schlosspark
- Gustav von Diemar (1814–1912), Rittmeister a. D., seit 1857 in Freienwalde, Ratsmann und Beigeordneter, lange Jahre Direktor des Gesundbrunnens, Verdienste um die Wohlfahrtspflege in der Stadt, finanzielle Unterstützung der entsprechenden Vereine
- Victor Blüthgen (1844–1920), Dichter und Schriftsteller, bedeutender Vertreter der Kinderliteratur, seit 1881 in Freienwalde (Grabstätte auf dem Evangelischen Friedhof)
- Emil Baeskow (1844–1933), Hofmaurer- und Zimmermeister, Ehrenbürgerwürde für seine Verdienste um die Entwicklung der Stadt in den 30 Jahren seiner Stadtverordneten- und Beigeordnetentätigkeit
- Hans Keilson (1909–2011), Nervenarzt und Psychoanalytiker in den Niederlanden, als Arzt von 1940 bis 1945 im holländischen Widerstandskampf, nach 1945 Gründung einer Hilfsorganisation für jüdische Kriegswaisen, Präsident des PEN-Zentrums deutschsprachiger Autoren im Ausland; Ehrenbürger seit 3. Februar 1990 sowie Namensgeber der Stadt- und Kreisbibliothek seit 2004[43]
- Erna Kretschmann (1912–2001) und
Kurt Kretschmann (1914–2007) für ihren Einsatz für den Natur- und Umweltschutz und die Gründung des „Hauses der Naturpflege“, Ehrenbürger seit 2. März 1999
- Siegfried Schumacher (1926–2018), Kinderbuchautor, für das schriftstellerische Schaffen und das kulturelle Wirken für Bad Freienwalde
- Ingrid Linke (* 1938) für ihr Wirken zum Erhalt und für die Sanierung der „Kleinen Kirche“ und ihren Einsatz für deren Nutzung als Konzerthalle
- Willi Knoll (* 1930), Feuerwehrmann und Wehrführer in der Freiwilligen Feuerwehr Bad Freienwalde, Ehrenbürger seit 4. Juni 2009
- Gudrun Zander (* 1949), Chefärztin von Fachklinik und Moorbad Bad Freienwalde, Ehrenbürgerin seit 11. Dezember 2014[44]
- Hans-Peter Trömel (1941–2024), Wasserbauingenieur, für seinen Einsatz für die Belange der Stadt und des angrenzenden Oderbruchs, Ehrenbürger seit 27. September 2024[45][46]

### Söhne und Töchter der Stadt
- Christoph Starke (1684–1744), evangelischer Theologe
- Adam Friedrich von Wreech (1689–1746), preußischer Generalleutnant
- Fritz Eunike (1831–1892), Landschaftsarchitekt
- Ottilie von Below (1837–1894), Schriftstellerin
- Robert von Zedlitz-Trützschler (1837–1914), preußischer Beamter und Kulturminister
- Max Staegemann (1843–1905), Opernsänger, Theaterintendant
- Alfred Blaschko (1858–1922), Mediziner
- Gustav Schüler (1868–1938), Dramatiker, Heimatdichter
- Otto Stargardt (1874–1967), Jurist, Überlebender des Holocaust
- Erich Raschick (1882–1946), General
- Kurt Lindenblatt (1885–1952), Konsularbeamter
- Ferdinand Friedrich Zimmermann (1898–1967), Journalist und Publizist, SS-Sturmbannführer
- Hilde Jennings (1906–?), Schauspielerin und Tänzerin
- Konrad Miersch (1907–1942), Sportler
- Hans Keilson (1909–2011), Psychoanalytiker und Schriftsteller
- Eberhard Günther (1911–1994), Syndikatsjurist, Präsident des Bundeskartellamts
- Erwin Wickert (1915–2008), Diplomat und Schriftsteller
- Eberhard Dähne (1938–2010), Sozialwissenschaftler
- Wolfgang Richter (1940–2013), Festkörperphysiker
- Volkmar Sigusch (1940–2023), Psychiater und Sexualforscher
- Helmut Jäschke (* 1950), Fußballtrainer
- Helge Malchow (* 1950), Verleger
- Jutta Deutschland (* 1958), Primaballerina und Choreographin
- Olaf B. Rader (* 1961), Historiker
- Marian Lux (* 1982), Komponist und Pianist

### Mit Bad Freienwalde verbundene Persönlichkeiten

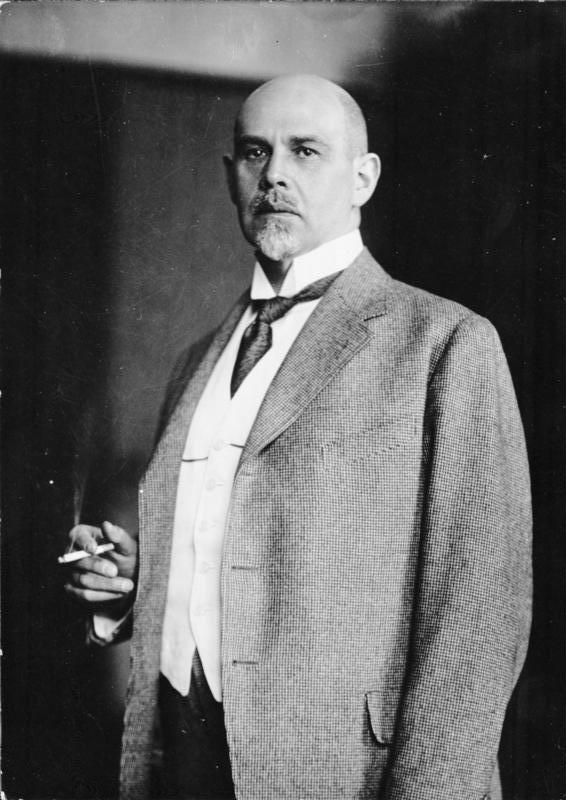
Walther Rathenau (1921)

- Bernhard Friedrich Albinus (1653–1721), Mediziner, beschrieb 1685 die Freienwalder Heilquelle
- Johann Daniel Gohl (1674–1731), Brunnenarzt in Freienwalde
- Friedrich Wilhelm von Seydlitz (1721–1773), preußischer Kavallerieoffizier
- Louis Henry Fontane (1796–1867), Apotheker, Vater des Schriftstellers Theodor Fontane
- Elisa Radziwiłł (1803–1834), Jugendliebe Kaiser Wilhelms I.
- Karl Weise (1813–1888), regionaler Volksdichter
- Georg Mickley (1816–1889), Orgelbauer
- Waldemar Kopp (1825–1881), Rektor des Gymnasiums, Schriftsteller und Schulbuchautor
- Mathilde Rathenau (1845–1926), Mutter und Nachlassverwalterin Walter Rathenaus
- Max Kienitz (1849–1931), Forstbotaniker und Naturschützer, lebte in Freienwalde
- Julius Dörr (1850–1930), Schriftsteller, lebte in Freienwalde
- Walther Rathenau (1867–1922), Industrieller und Politiker, erwarb 1909 Schloss Freienwalde
- Gustav Schüler (1868–1938), Dramatiker und Heimatdichter
- Max Stutterheim (1873–1936), Baumeister aus Berlin, wohnte ab 1914 bis zu seinem Tod in Bad Freienwalde
- Berta Lask (1878–1967), Dichterin und Journalistin, wuchs in Freienwalde auf
- Joachim von Ribbentrop (1893–1946), Reichsminister des Auswärtigen während der Zeit des Nationalsozialismus, betrieb Pferdezucht auf dem zum Ortsteil Altranft gehörenden Rittergut Sonnenburg
- Karl Tessen (1900–1965), Landrat von Oberbarnim, lebte in Bad Freienwalde
- Dimiter Gotscheff (1943–2013), Theaterregisseur, lebte in Bad Freienwalde
- Elen (* 1989), Sängerin, lebt in Hohensaaten